# انرژی تجدیدپذیر
انرژی تجدیدپذیر یا انرژی نوشدنی (به انگلیسی: Renewable energy) انرژی سودمندی است که از منابع تجدیدپذیر به‌دست می‌آید، که در مقیاس زمانی انسانی به‌طور طبیعی دوباره جایگزین می‌شوند. از جمله این منابع می‌توان به منابع خنثی کربنی (منابعی با انتشار کربن صفر) مانند: نور خورشید، باد، باران، جزر و مد، امواج و گرمایش زمین‌گرمایی اشاره کرد. این اصطلاح معمولاً زیست‌توده را نیز در بر می‌گیرد که وضعیت خنثی کربن آن مورد بحث است. این گونه از منبع انرژی دربرابر سوخت‌های فسیلی قرار دارد که بسیار سریعتر از تجدید مصرف می‌شوند.

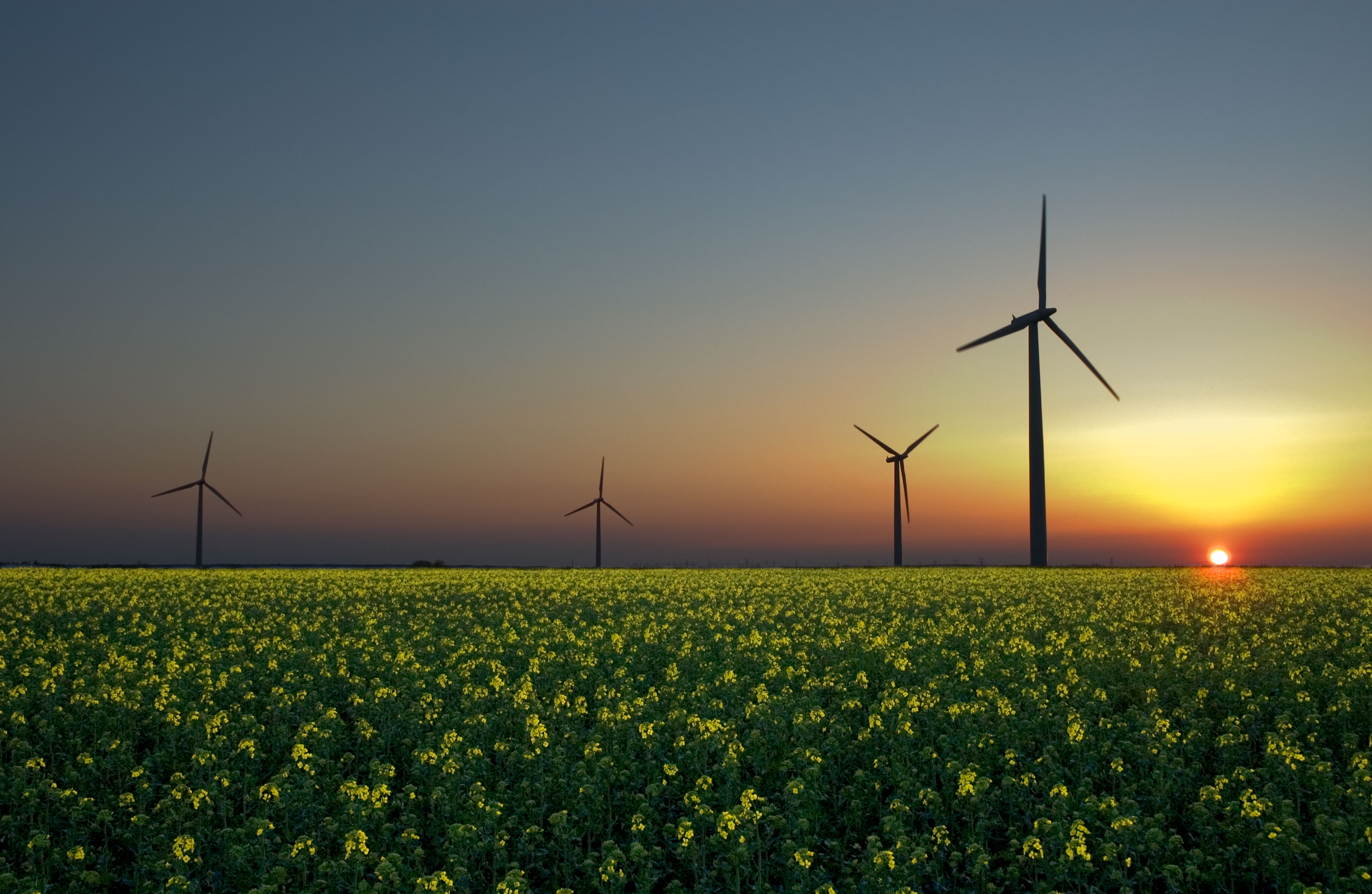
باد، خورشید، و برق آبی سه منبع انرژی تجدیدپذیر هستند.

انرژی‌های تجدیدپذیر بیشتر، انرژی را در چهار زمینه مهم تأمین می‌کنند: تولید برق، گرمایش و سرمایش هوا و آب، ترابری و خدمات انرژی روستایی (خارج از شبکه).
در سال ۲۰۲۴، انرژی‌های تجدیدپذیر بیش از ۳۰٪ از تولید برق جهانی را به خود اختصاص دادند و پیش‌بینی می‌شود که این رقم تا سال ۲۰۳۰ به بیش از ۴۵٪ برسد. بر اساس گزارش REN21 سال ۲۰۱۷، انرژی‌های تجدیدپذیر در سال ۲۰۱۵ و ۲۰۱۶ به ترتیب ۱۹٫۳ درصد در مصرف انرژی جهانی انسان و ۲۴٫۵ درصد در تولید برق آن‌ها نقش داشته‌است. این میزان مصرف انرژی به این صورت تقسیم می‌شود: ۸٫۹٪ حاصل از زیست‌توده سنتی، ۴٫۲٪ از انرژی گرمایی (زیست‌توده مدرن، زمین‌گرمایی و گرمای خورشیدی)، ۳٫۹٪ حاصل از برق آبی و ۲٫۲٪ باقیمانده برق حاصل از باد، خورشید، زمین‌گرمایی و دیگر اشکال زیست‌توده است. سرمایه‌گذاری جهانی در فناوری‌های تجدیدپذیر در سال ۲۰۱۵ بیش از ۲۸۶ میلیارد دلار بوده‌است. در سال ۲۰۱۷، سرمایه‌گذاری جهانی در انرژی‌های تجدیدپذیر بالغ بر ۲۷۹٫۸ میلیارد دلار بود که چین با ۱۲۶٫۶ میلیارد دلار ۴۵٪ از سرمایه‌گذاری‌های جهانی را به خود اختصاص داده‌است. همچنین ایالات متحده ۴۰٫۵ میلیارد دلار و اروپا ۴۰٫۹ میلیارد دلار بر روی انرژی‌های تجدیدپذیر سرمایه‌گذاری انجام داده‌اند. در سطح جهان ۱۰٫۵ میلیون شغل در ارتباط با صنایع انرژی‌های تجدیدپذیر وجود دارد که فتوولتائیک خورشیدی بزرگترین کارفرمای این صنعت می‌باشد. سامانه‌های انرژی تجدیدپذیر به سرعت در حال کارآمدتر و ارزان‌تر شدن هستند و سهم آن‌ها از کل انرژی مصرفی در حال افزایش است. در سال ۲۰۱۹، بیش از دو سوم ظرفیت برق تازه نصب شده در سراسر جهان، از گونه تجدیدپذیر بوده‌است. رشد مصرف زغال سنگ و نفت تا پایان سال ۲۰۲۰ ممکن است به دلیل رشد به‌کارگیری انرژی‌های تجدیدپذیر و گاز طبیعی پایان یابد.
حداقل ۳۰ کشور در سراسر جهان وجود دارند که در سطح ملی حداقل ۲۰٪ از انرژی خود را از انرژی‌های تجدیدپذیر تأمین می‌کنند. پیش‌بینی می‌شود که بازارهای ملی انرژی‌های تجدیدپذیر در دهه آینده و پس از آن به شدت رشد کنند. اکنون حداقل سه کشور، یعنی ایسلند و نروژ وپاراگوئه همه برق موردنیاز خود را با به‌کارگیری انرژی‌های تجدیدپذیر تولید می‌کنند و بسیاری از کشورهای دیگر هدف خود را برای رسیدن به ۱۰۰٪ انرژی تجدیدپذیر در آینده تعیین کرده‌اند. حداقل ۴۷ کشور در سراسر جهان اکنون بیش از ۵۰ درصد برق خود را از منابع تجدیدپذیر تأمین می‌کنند. برخلاف انرژی‌های فسیلی که فقط در برخی کشورهای محدود متمرکز شده‌اند، انرژی‌های تجدیدپذیر در مناطق جغرافیایی مختلفی گسترده شده‌اند. استقرار سریع انرژی‌های تجدیدپذیر و فناوری‌های بهره‌وری انرژی منجر به امنیت چشمگیر انرژی، کاهش تغییرات آب و هوایی و منافع اقتصادی شده‌است. در نظرسنجی‌های بین‌المللی افکار عمومی، پشتیبانی شدیدی برای ارتقا منابع تجدیدپذیر مانند انرژی خورشیدی و بادی وجود دارد.
در حالی که بسیاری از پروژه‌های انرژی‌های تجدیدپذیر در مقیاس وسیع هستند، فناوری‌های تجدیدپذیری نیز وجود دارند که برای مناطق روستایی و دورافتاده و کشورهای در حال توسعه، که در آن‌ها انرژی بیشتر در توسعه انسانی بسیار مهم است، مناسب هستند. از آنجا که بیشتر سامانه‌های انرژی تجدیدپذیر برای تولید برق استفاده می‌شوند، به‌کارگیری انرژی‌های تجدیدپذیر معمولاً با الکتریکی کردن بیشتر سامانه‌ها و تجهیزات همراه است، چرا که این کار چندین مزیت دارد: برق را به راحتی می‌توان به گرما تبدیل کرد، برق را می‌توان به راحتی و با بهره وری بالا به انرژی مکانیکی تبدیل کرد، و در نقطه مصرف کاملاً تمیز است. علاوه بر این، برق‌رسانی با انرژی تجدیدپذیر کارآمدتر است و منجر به کاهش چشمگیری در انرژی موردنیاز می‌شود.

## تاریخچه و پیشینه
از مشهورترین استفاده های تاریخی از انرژی تجدیدپذیر (در قالب روش ها و متدهای باستانی و سنتی) می توان به این موارد اشاره نمود:
1- آسیابهای آبی (چین، روم و ایران باستان)
2- آسیابهای بادی در اروپا و آسیا (مانند آسیابهای بادی هلند و نشتیفان در ایران). نخستین طرح‌های کشف‌شده از آسیاب بادی متعلق به ایران و مربوط به سال‌های ۷۰۰ الی ۹۰۰ میلادی است
3- لنز آتش زنه ارشمیدس
4- سیستم سنتی سرمایش و تهویه ی مبتنی بر بادگیر
5- معماری های سنتی آگاه از فرآیندهای تبادل انرژی
6- فواره های مبتنی بر شیب گرانشی
7- استفاده از زیست توده دامی در خِشته های سوختی قدیم
8- کوره ها و تنورهای خورشیدی در چین، هند، مصر و ایران باستان
9- استفاده از انرژی خورشیدی در کاربردهای تبدیل فرآورده های سنتی کشاورزی (خشک کردن)، مهندسی سنتی خواص مواد (قوام دهی خورشیدی به سفال و سرامیک) و کاربردهای کهن بهداشتی و درمانی (ضدعفونی طبیعی)
10- هدایت دوربرد و کنترل ثقلی جریان آب در فناوری باستانی قنات برای انتقال و تامین آب
11- ترابری بار و مسافر مبتنی بر بادبان در رودخانه، دریا و اقیانوس
12- ترابری بار و مسافر مبتنی بر شناخت جریان های آبی در رودخانه، دریا و اقیانوس
13- استفاده از رُستنی های تجدیدپذیر (مانند خار بیابان، ضایعات کشاورزی و شاخه های هرس شده) برای تولید نور و گرما
14- استفاده از روغن های تجدیدپذیر (گیاهی یا حیوانی) برای تولید نور و گرما
15- استفاده حداکثری و هوشمندانه از نور طبیعی آفتاب در روز و مهتاب در شب در معماری ابنیه به منظور کاربردهای روشنایی، تزئینی (کاشیکاری برّاق، آئینه کاری و ابزارزنی برای ایجاد سطح انعکاسی بر روی سطوح سنگ و آجر)، اعلان زمانی (ساعت آفتابی، هنگامه ظهر و هنگامه اذان و هنگامه تغییر فصل) و ... .

## بررسی اجمالی

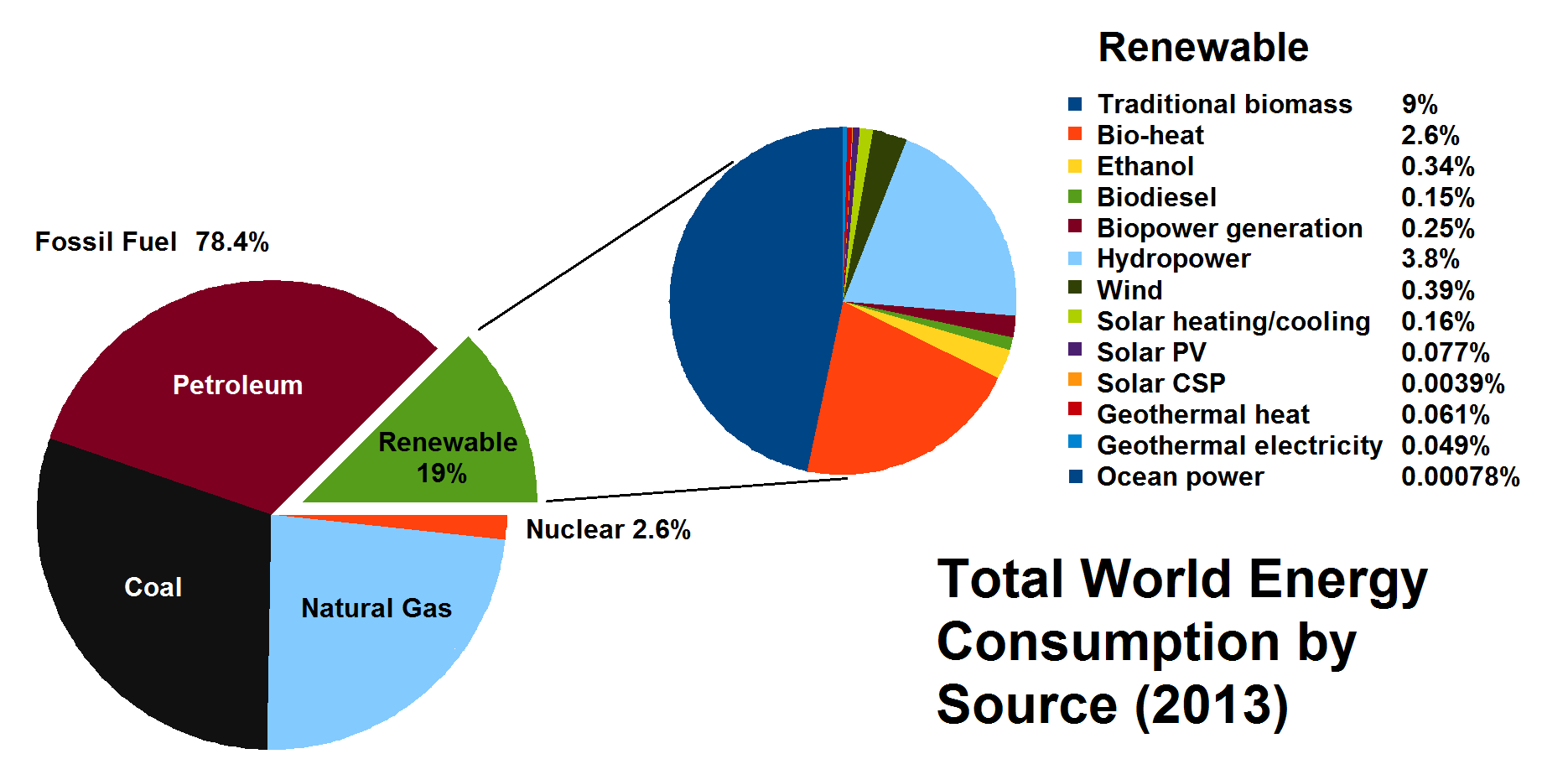
کل مصرف انرژی جهان بر اساس منبع در سال ۲۰۱۳

جریان‌های انرژی تجدیدپذیر شامل پدیده‌های طبیعی مانند نور خورشید، باد، جزر و مد، رشد گیاهان و گرمای زمین‌گرمایی است، همان‌طور که آژانس بین‌المللی انرژی توضیح می‌دهد:
انرژی تجدید پذیر از فرایندهای طبیعی حاصل می‌شود که به‌طور مداوم پر می‌شوند. در اشکال مختلف، مستقیماً از خورشید یا از گرمای تولید شده در اعماق زمین ناشی می‌شود. در این تعریف برق و گرمای تولید شده از خورشید، باد، اقیانوس، برق آبی، زیست توده، منابع زمین گرمایی و سوخت‌های زیستی و هیدروژن حاصل از منابع تجدید پذیر وجود دارد.
برخلاف دیگر منابع انرژی که در شمار محدودی از کشورها متمرکز شده‌اند، منابع انرژی تجدیدپذیر و فرصت‌های چشمگیر برای بهره‌وری انرژی در مناطق جغرافیایی گسترده‌ای وجود دارد. استقرار سریع انرژی‌های تجدیدپذیر و بهره‌وری انرژی و گوناگونی فناورانه منابع انرژی، منجر به امنیت چشمگیر انرژی و منافع اقتصادی خواهد شد. این امر همچنین باعث کاهش آلودگی محیط زیست مانند آلودگی هوا ناشی از سوزاندن سوخت‌های فسیلی و بهبود سلامت عمومی، کاهش مرگ و میر زودرس ناشی از آلودگی و صرفه جویی در هزینه‌های بهداشتی مربوطه می‌شود که سالانه تنها در ایالات متحده به چند صد میلیارد دلار می‌رسد. پیش‌بینی می‌شود منابع انرژی تجدیدپذیر که به صورت مستقیم یا غیرمستقیم انرژی خود را از خورشید می‌گیرند بتوانند تا ۱ میلیارد سال دیگر انرژی موردنیاز بشریت را تأمین کنند. پیش‌بینی می‌شود در آن زمان زمین به قدری گرم شود که آب به صورت مایع دیگر نتواند وجود داشته باشد.
تغییرات آب و هوا و نگرانی‌های مربوط به گرم شدن کره زمین، همراه با ادامه کاهش هزینه‌های برخی از تجهیزات انرژی‌های تجدیدپذیر، مانند توربین‌های بادی و صفحات خورشیدی، باعث افزایش به‌کارگیری انرژی‌های تجدیدپذیر می‌شود. در سال ۲۰۱۹، بر اساس گزارش‌های آژانس بین‌المللی انرژی‌های تجدیدپذیر، سهم کل تجدیدپذیرها در سبد انرژی از جمله برق، گرما و ترابری، باید شش برابر سریعتر رشد کند تا بتواند در قرن حاضر افزایش دمای متوسط جهانی را «خیلی کمتر» از ۲٫۰ درجه سلسیوس حفظ کند. (در مقایسه با دوران پیش از صنعتی‌سازی.)
در سال ۲۰۱۱، سامانه‌های فتوولتائیک خورشیدی کوچک، برق چندین میلیون خانوار را تأمین می‌کنند، و سامانه‌های ریز-آبی (micro-hydro) به شکل شبکه‌های کوچکی چندین میلیون خانوار دیگر را تغذیه می‌کنند. بیش از ۴۴ میلیون خانوار از بیوگاز ساخته شده در هضم کننده‌های مقیاس خانگی برای روشنایی یا پخت‌وپز استفاده می‌کنند و بیش از ۱۶۶ میلیون خانوار به نسل جدیدی از اجاق‌های آشپزی زیست‌توده با کارایی بیشتر تکیه دارند. در خارج از اروپا، گروه گوناگونی از ۲۰ کشور یا بیشتر، هدف خود را در بازه زمانی ۲۰۲۰–۲۰۳۰ بر روی رساندن سطح تأمین انرژی تجدیدپذیر خود به ۱۰ تا ۵۰ درصد قرار داده‌اند.
انرژی‌های تجدیدپذیر بیشتر در چهار زمینه جایگزین سوخت‌های متداول می‌شوند: تولید برق، آب گرم یا فضای گرم، ترابری و خدمات انرژی روستایی (خارج از شبکه).

### تولید برق
پیش‌بینی می‌شود تا سال ۲۰۴۰ تولید برق از انرژی‌های تجدیدپذیر با تولید برق از زغال سنگ و گاز طبیعی برابر شود. چندین حوزه قضایی، از جمله دانمارک، آلمان، ایالت استرالیای جنوبی و برخی از ایالت‌های آمریکا به ادغام بالایی از تجدیدپذیرهای متغیر دست یافته‌اند. به‌عنوان مثال، انرژی باد در سال ۲۰۱۵، ۴۲٪ از تقاضای برق در دانمارک، ۲۳٫۲٪ در پرتغال و ۱۵٫۵٪ در اروگوئه را تأمین کرد. اتصال دهنده‌های بین‌المللی با اجازه دادن به واردات و صادرات انرژی‌های تجدیدپذیر، کشورها را قادر می‌سازند تا سامانه‌های برق را متعادل کنند. سامانه‌های ترکیبی نوآورانه ای میان کشورها و مناطق پدید آمده‌است.

### گرمایش
گرمایش آب خورشیدی سهم مهمی در گرمای تجدیدپذیر در بسیاری از کشورها دارد، به ویژه در چین که هم‌اکنون ۷۰٪ از کل جهانی (۱۸۰ گیگاوات-حرارتی) را در اختیار دارد. بیشتر این سامانه‌ها در ساختمان‌های آپارتمانی چند خانوادگی نصب شده و بخشی از نیاز به آب گرم حدود ۵۰ تا ۶۰ میلیون خانوار را در چین تأمین می‌کنند. در سراسر جهان، کل سامانه‌های گرمایش آب خورشیدی نصب شده بخشی از نیاز به آب گرم بیش از ۷۰ میلیون خانوار را تأمین می‌کنند. به‌کارگیری زیست‌توده برای گرمایش نیز در حال رشد است. در سوئد، استفاده ملی از انرژی زیست‌توده از نفت پیشی گرفته‌است. زمین‌گرمایی مستقیم برای گرم‌کردن نیز به سرعت در حال رشد است. جدیدترین روش گرمایش، به‌کارگیری پمپ‌های حرارتی ژئوترمال است که هم گرمایش و هم سرمایش را تأمین می‌کنند و منحنی تقاضای برق را نیز مسطح می‌کنند. به همین دلیل یک اولویت ملی در حال رشد هستند. (همچنین به انرژی گرمایی تجدیدپذیر مراجعه کنید).

### ترابری

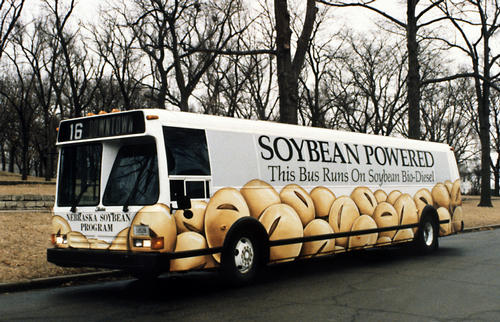
یک اتوبوس که از سوخت بیودیزل استفاده می‌کند.

بیواتانول گونه‌ای الکل است که از طریق تخمیر، بیشتر از کربوهیدرات‌های تولیدشده در محصولات قندی یا نشاستهای مانند ذرت، نیشکر یا سورگوم شیرین تهیه می‌شود. به‌کارگیری زیست‌توده سلولزی، که از منابع غیر غذایی مانند درختان و علف‌ها مشتق شده‌است، نیز به‌عنوان ماده اولیه تولید اتانول در حال توسعه است. از اتانول به شکل خالص می‌توان به‌عنوان سوخت وسایل نقلیه استفاده کرد، اما معمولاً به‌عنوان افزودنی بنزین برای افزایش اکتان و بهبود انتشار آلاینده‌ها استفاده می‌شود. از بیواتانول به‌طور گسترده‌ای در ایالات متحده آمریکا و برزیل استفاده می‌شود. از بیودیزل خالص می‌توان به‌عنوان سوخت وسایل نقلیه استفاده کرد، اما معمولاً به‌عنوان یک ماده افزودنی دیزلی برای کاهش سطح ذرات معلق، مونوکسید کربن و هیدروکربن‌های موجود در خودروهای دیزلی استفاده می‌شود. بیودیزل از روغن یا چربی با به‌کارگیری ترانس استریشفیکشن (Transesterification) تولید می‌شود و متداول‌ترین سوخت زیستی در اروپا است.

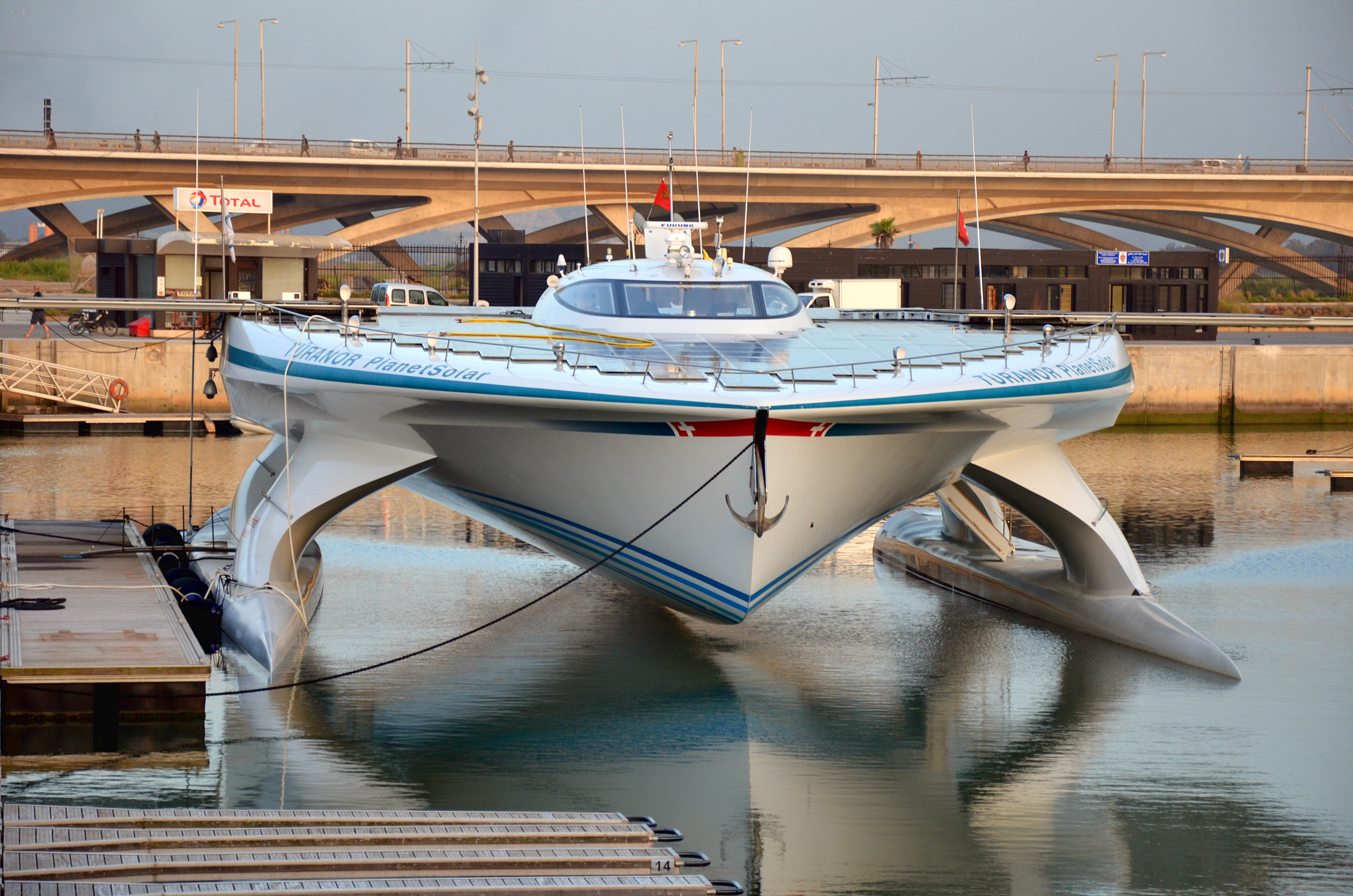
PlanetSolar، بزرگترین قایق مجهز به انرژی خورشیدی در جهان و نخستین وسیله نقلیه الکتریکی خورشیدی است که دور جهان را پیموده‌است. (در سال ۲۰۱۲)

وسیله نقلیه خورشیدی، گونه‌ای وسیله نقلیه الکتریکی است که انرژی موردنیاز آن کاملاً یا به‌طور چشمگیری از انرژی مستقیم خورشید تأمین می‌شود. معمولاً سلول‌های فتوولتائیک (PV) موجود در صفحات خورشیدی، انرژی خورشید را مستقیماً به انرژی الکتریکی تبدیل می‌کنند. اصطلاح «وسیله نقلیه خورشیدی» معمولاً به این معنی است که از انرژی خورشید برای تأمین انرژی همه یا بخشی از پیشرانه خودرو استفاده می‌کند. از انرژی خورشیدی ممکن است برای تأمین برق برای ارتباطات یا کنترل‌ها یا دیگر عملکردهای کمکی نیز استفاده شود. وسایل نقلیه خورشیدی اکنون به‌عنوان وسایل ترابری روزمره به فروش نمی‌رسند، اما در درجه اول وسایل نقلیه نمایشی و تمرینات مهندسی هستند که بیشتر توسط سازمان‌های دولتی پشتیبانی می‌شوند. PlanetSolar و Solar Impulse از نمونه‌های برجسته وسایل نقلیه خورشیدی هستند. با این حال، وسایل نقلیه با شارژ غیر مستقیم خورشیدی متداول بوده و قایق‌های خورشیدی به صورت تجاری در دسترس هستند.

## مزیتهای سرمایه گذاری کشورها در انرژی های تجدیدپذیر و پاک
مزیتهای انرژی های تجدیدپذیر موجب شده که کشورهای مختلف (توسعه یافته، در حال توسعه، کشورهایی با اقتصادهای پیچیده، نفتی، تک محصولی، کشورهای جنوب و کشورهای شمال اقتصادی) در زمینه زیرساختهای تولید انرژی های تجدیدپذیر و پاک به سرمایه گذاری بپردازند که برخی از مهمترین آنها از این قرار است:
1- مزیت زیست محیطی (خصوصا برای کشورهای صنعتی)
2- مزیت بهره وری (خصوصا برای کشورهای نفتی و تک محصولی)
3- مزیت اقتصادی (خصوصا برای کشورهای بزرگ مصرف کننده انرژی)
4- مزیت بازارآفرینی، کارآفرینی و اشتغال زایی (خصوصا برای کشورهای منطقه منا)
5- مزیت پیشتازی فناوری و رقابت فناورانه (خصوصا برای قدرتهای جهانی)

## فناوری‌های پذیرفته شده

### انرژی بادی

نقشه جهانی سهم انرژی بادی در تأمین انرژی موردنیاز اصلی. (سال ۲۰۱۹)

در پایان سال ۲۰۱۹، ظرفیت برق بادی نصب‌شده در سراسر جهان ۶۲۳ گیگاوات بود.
از جریان هوا می‌توان برای راه‌اندازی توربین‌های بادی استفاده کرد. توربین‌های بادی مقیاس-شهری از حدود ۶۰۰ کیلووات تا ۹ مگاوات توان نامی دارند. توان موجود از باد، تابعی از مکعب سرعت باد است، بنابراین با افزایش سرعت باد، خروجی توان تا حداکثر خروجی توربین افزایش می‌یابد. مناطقی که باد شدیدتر بوده و دارای ثبات بیشتری است، مانند سایت‌های دریایی و مکان‌های با ارتفاع بسیار، مکان‌های ممتاز برای مزارع بادی هستند. به‌طور معمول، ساعات بار کامل توربین‌های بادی میان ۱۶ تا ۵۷٪ سالانه متفاوت است، اما ممکن است در سایت‌های ویژه دریایی مطلوب بیشتر باشد.

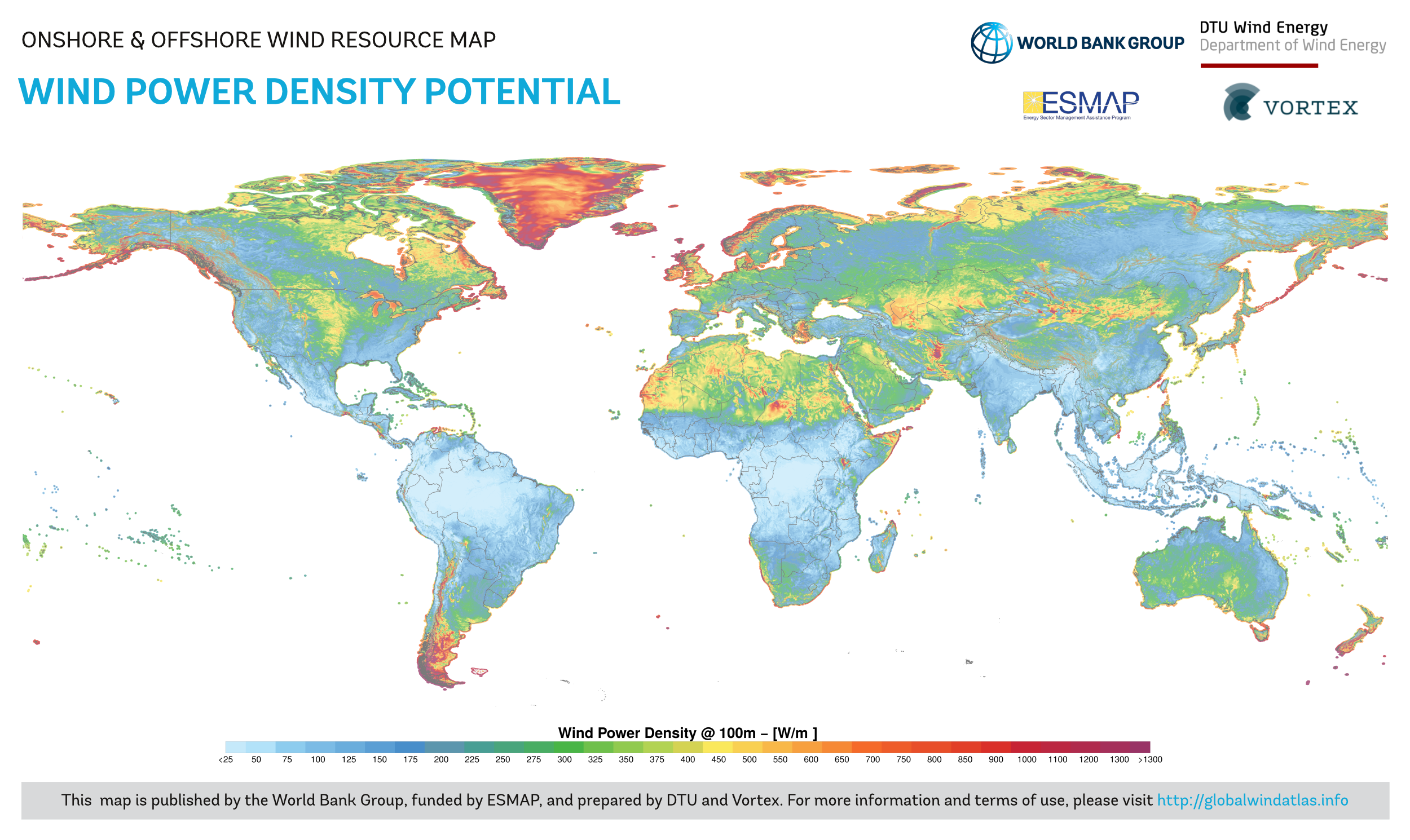
نقشه جهانی پتانسیل تراکم انرژی باد.

در سطح جهان، اعتقاد بر این است که پتانسیل فنی طولانی مدت انرژی باد، با فرض برطرف شدن همه موانع عملی موردنیاز، پنج برابر کل تولید انرژی فعلی جهانی یا ۴۰ برابر تقاضای برق فعلی است. این امر مستلزم نصب توربین‌های بادی در مناطق وسیع، به ویژه در مناطقی است که منابع بادی بالاتری دارند، مانند مناطق دریایی. از آنجا که سرعت باد دریایی به‌طور متوسط حدود ۹۰٪ بیشتر از خشکی است، بنابراین منابع دریایی می‌توانند انرژی بیشتری نسبت به توربین‌های مستقر در زمین داشته باشند.
در ایران، در منطقه شمال استان سیستان و بلوچستان (اطراف ناحیه میل نادر) و همچنین در جنوب استان خراسان جنوبی، دارای بالاترین سطح پتانسیل تراکم انرژی باد در اطلس جهانی باد هستیم.

### انرژی آبی
در پایان سال ۲۰۱۹، ظرفیت برق آبی تجدیدپذیر در سراسر جهان ۱۱۹۰ گیگاوات بود.
از آنجا که آب حدود ۸۰۰ برابر چگالتر از هوا است، حتی جریان کمی آب یا یک موج متوسط دریایی نیز می‌تواند مقدار چشمگیری انرژی تولید کند. گونه‌های مختلفی از انرژی آبی وجود دارد:

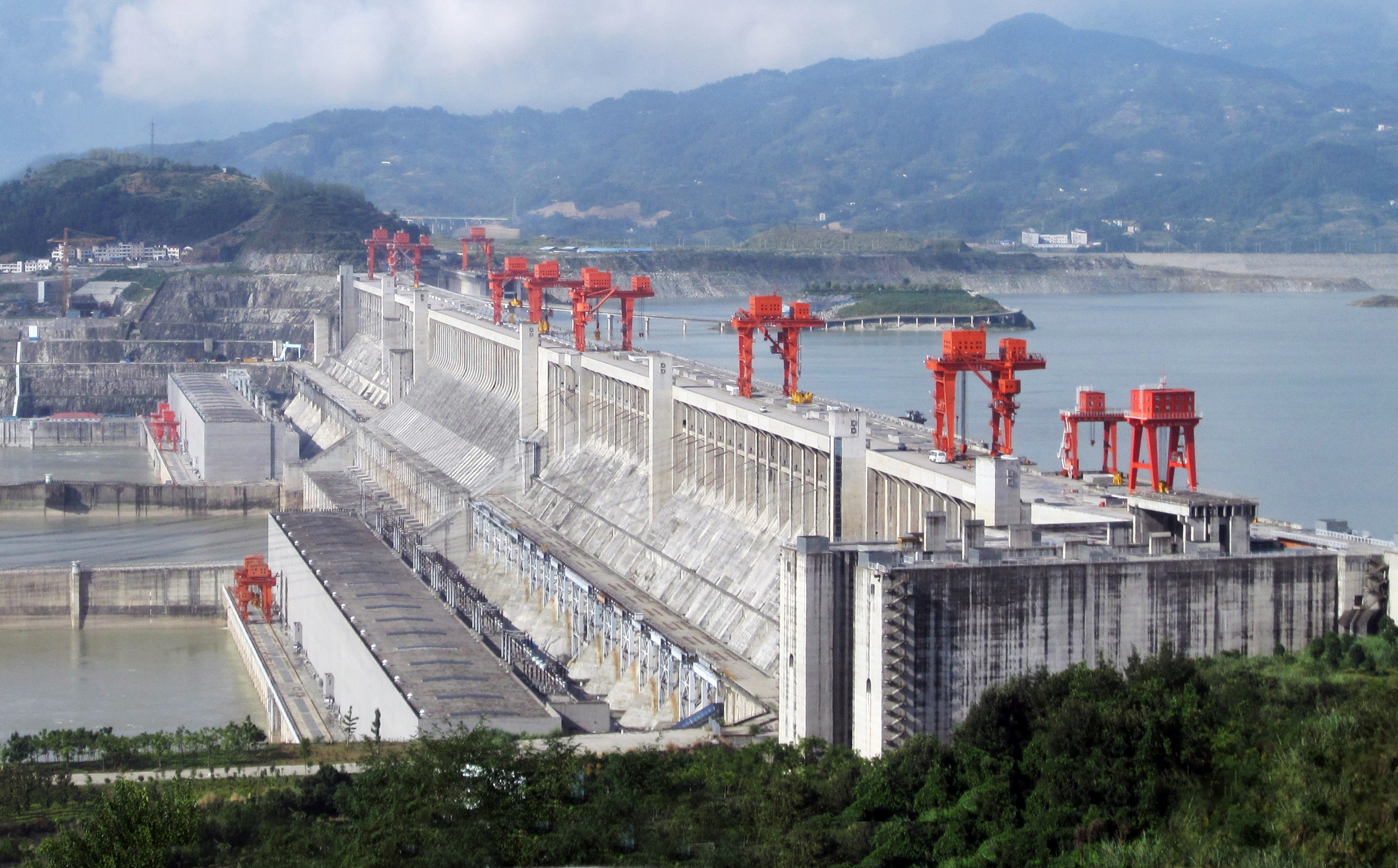
سد سه‌دره در چین.

- سد سه‌دره در چین.از گذشته، برق آبی با ساخت مخازن و سدهای بزرگ برق آبی تأمین می‌شد و هنوز هم در کشورهای در حال توسعه محبوب است.[۶۵] بزرگترین آن‌ها سد سه‌دره (۲۰۰۳) در چین و سد ایتایپو (۱۹۸۴) ساخته شده توسط برزیل و پاراگوئه است.
- نیروگاه‌های برق‌آبی کوچک، تأسیسات برق آبی هستند که به‌طور معمول حداکثر ۵۰ مگاوات برق تولید می‌کنند. آن‌ها بیشتر در رودخانه‌های کوچک یا به‌عنوان سازه‌های کم تأثیر در رودخانه‌های بزرگتر ساخته می‌شوند. چین بزرگترین تولیدکننده برق آبی در جهان است و بیش از ۴۵۰۰۰ نیروگاه برق‌آبی کوچک دارد.[۶۶]
- نیروگاه‌های جریانی روزمینی بدون ایجاد یک مخزن بزرگ، از رودخانه‌ها انرژی می‌گیرند. آب به‌طور معمول در امتداد دره رودخانه (با به‌کارگیری کانال‌ها، لوله‌ها یا تونل‌ها) منتقل می‌شود تا زمانی که از کف دره بالاتر باشد، در این صورت می‌توان آن را برای سقوط از داخل یک دریچه و چرخاندن یک توربین آزاد کرد. این سبک از تولید هنوز هم می‌تواند مقدار بسیاری برق تولید کند، مانند سد چیف جوزف در رودخانه کلمبیا در ایالات متحده.[۶۷] بسیاری از نیروگاه‌های جریانی روزمینی، نیروگاه برق‌آبی میکرو یا نیروگاه برق‌آبی پیکو هستند.

برق آبی در ۱۵۰ کشور تولید می‌شود. در سال ۲۰۱۰ منطقه آسیا و اقیانوسیه ۳۲٪ از برق آبی را تولید می‌کند. در کشورهایی که بیشترین درصد برق را از طریق انرژی‌های تجدیدپذیر تولید می‌کنند، ۵۰ کشور برتر عمده انرژی خود را از طریق برق آبی تأمین می‌کنند. چین با ۷۲۱ تراوات ساعت تولید در سال ۲۰۱۰ بزرگترین تولیدکننده برق آبی در جهان است که این مقدار حدود ۱۷ درصد از مصرف برق خانگی آن را نشان می‌دهد. اکنون سه ایستگاه برق آبی بزرگتر از ۱۰ گیگاوات در جهان وجود دارد: سد سه دره در چین، سد ایتایپو در مرز برزیل-پاراگوئه و سد گوری در ونزوئلا.
انرژی موج، که از انرژی امواج سطح اقیانوس تأمین می‌شود و انرژی جزر و مد، که از انرژی حاصل از جزر و مد استفاده می‌کند، دو شکل از انرژی برق آبی با پتانسیل کاربرد در آینده هستند؛ با این حال، آن‌ها هنوز به‌طور گسترده‌ای در تجارت استفاده نمی‌شوند. یک پروژه نمایشی که توسط شرکت انرژی تجدیدپذیر اقیانوس در ساحل ماین اجرا می‌شود و به شبکه متصل است، برق جزر و مدی را از خلیج فاندی، مکانی با بالاترین جریان جزر و مدی در جهان، استخراج می‌کند. تبدیل انرژی حرارتی اقیانوس، که از اختلاف دما میان آب‌های سطحی سردتر و گرمتر استفاده می‌کند، اکنون توجیه اقتصادی ندارد.

### انرژی خورشیدی
در پایان سال ۲۰۱۹، ظرفیت خورشیدی نصب شده جهانی ۵۸۶ گیگاوات بود.

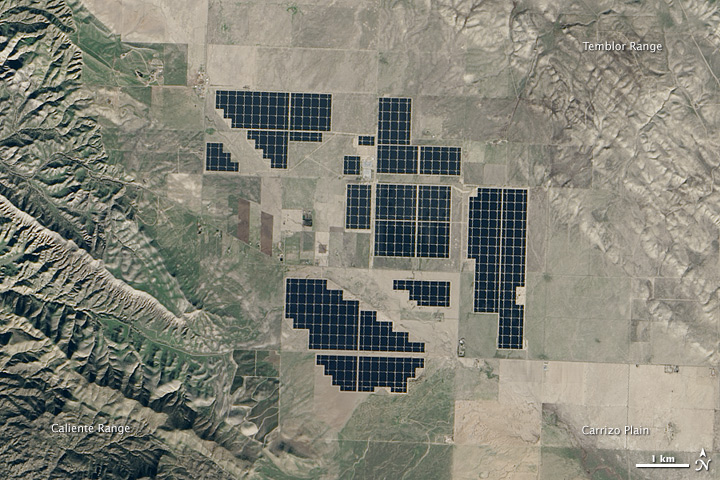
تصویر ماهواره‌ای از نیروگاه خورشیدی ۵۵۰ مگاواتی Topaz در کالیفرنیا، ایالات متحده آمریکا

انرژی خورشیدی، یعنی نور تابشی و گرمای خورشید، با به‌کارگیری دامنه گسترده‌ای از فناوری‌های در حال تکامل مهار می‌شود، از جمله: گرمایش خورشیدی، فتوولتائیک، انرژی خورشیدی متمرکز (CSP)، فتوولتائیک متمرکز (CPV)، معماری خورشیدی و فتوسنتز مصنوعی. فناوری‌های خورشیدی بسته به روش جذب، تبدیل و توزیع انرژی خورشیدی، به‌طور کلی به صورت خورشیدی منفعل و خورشیدی فعال توصیف می‌شوند. روش‌های خورشیدی منفعل شامل جهت دهی ساختمان به سمت خورشید ، انتخاب موادی با جرم حرارتی مطلوب یا خاصیت پراکندگی نور و طراحی فضاهایی است که به‌طور طبیعی هوا را به گردش درمی‌آورند. فناوری‌های خورشیدی فعال شامل انرژی حرارتی خورشیدی، به‌کارگیری کلکتورهای خورشیدی برای گرمایش، و برق خورشیدی است، که در آن نور خورشید به برق تبدیل می‌شود. این تبدیل یا مستقیماً با به‌کارگیری فتوولتائیک (PV) یا غیرمستقیم با به‌کارگیری انرژی خورشیدی متمرکز (CSP) انجام می‌شود.

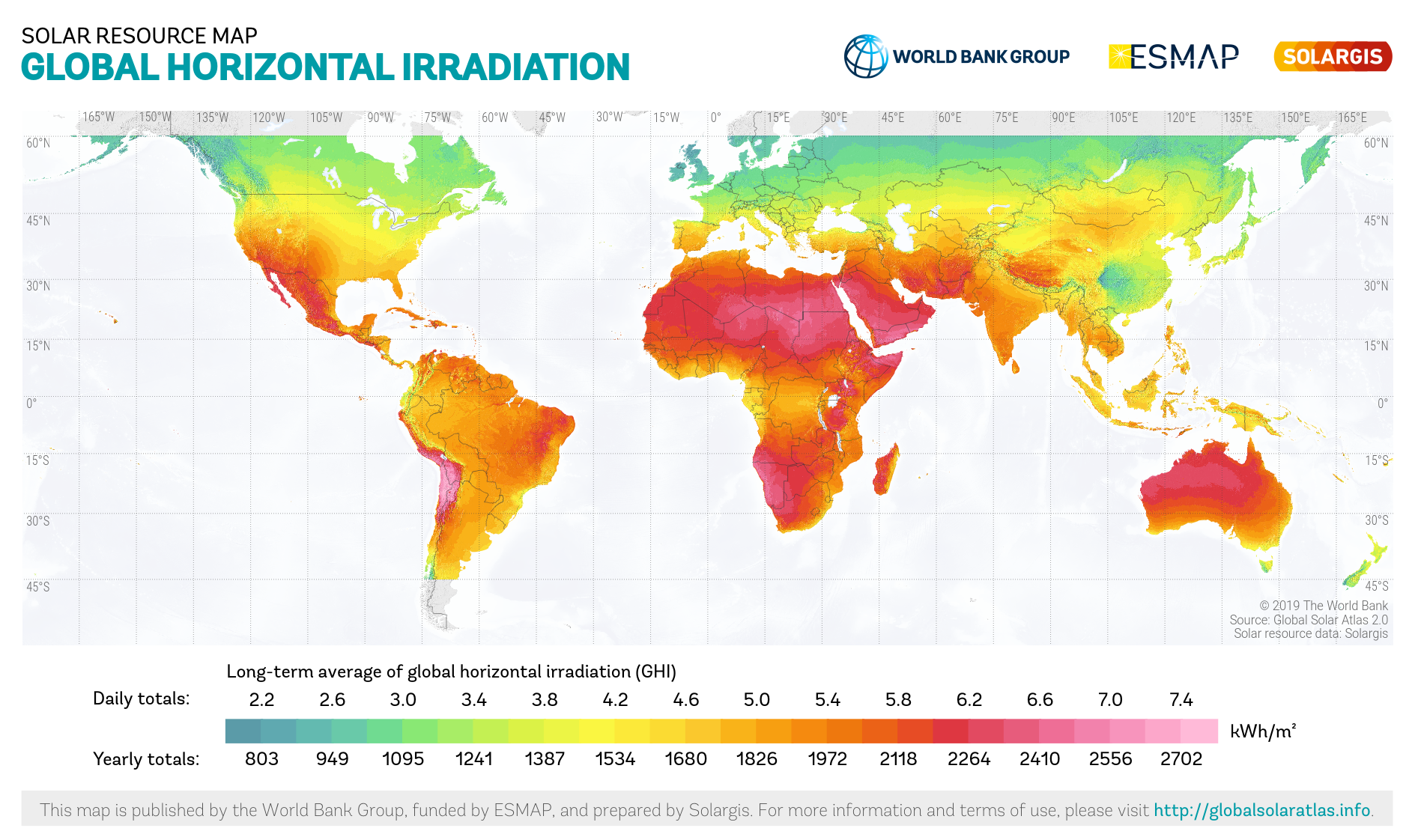
نقشه جهانی تابش افقی خورشید.

یک سامانه فتوولتائیک، با بهره‌گیری از اثر فوتوالکتریک، نور را به جریان الکتریکی مستقیم (DC) تبدیل می‌کند. فتوولتائیک خورشیدی به یک صنعت چند میلیارد دلاری با رشد سریع تبدیل شده‌است، و همچنان به بهبود مقرون به صرفه بودن خود می‌پردازد و به همراه انرژی خورشیدی متمرکز بیشترین پتانسیل را در میان دیگر فناوری‌های تجدیدپذیر دارد. سامانه‌های خورشیدی متمرکز (CSP) از عدسی‌ها یا آینه‌ها و سامانه‌های ردیابی برای متمرکز کردن نور خورشید به یک پرتو باریک استفاده می‌کنند. نیروگاه‌های خورشیدی متمرکز تجاری برای نخستین بار در دهه ۱۹۸۰ توسعه یافتند. سامانه CSP-استرلینگ بالاترین بازده را در میان همه فناوری‌های انرژی خورشیدی دارد.
در سال ۲۰۱۱، آژانس بین‌المللی انرژی اذعان داشت که «توسعه فناوری‌های انرژی خورشیدی مقرون به صرفه، تمیز و پایان‌ناپذیر، منافع طولانی مدتی خواهد داشت. این امر با تکیه بر یک منبع بومی، پایان ناپذیر و بیشتر مستقل از واردات، امنیت انرژی کشورها را افزایش خواهد داد و باعث افزایش پایداری، کاهش آلودگی، کاهش هزینه‌های مربوط به کاهش تغییرات آب و هوایی و پایین نگه داشتن قیمت سوخت‌های فسیلی خواهد شد. این مزایا جهانی هستند. از این رو باید هزینه‌های اضافی مشوق‌های استقرار زودهنگام را، سرمایه‌گذاری‌های یادگیری در نظر گرفت؛ آن‌ها باید عاقلانه هزینه شوند و باید به‌طور گسترده‌ای به اشتراک گذاشته شوند». ایتالیا بیشترین نسبت برق خورشیدی را در جهان دارد. در سال ۲۰۱۵، خورشید ۷٫۷٪ از تقاضای برق در ایتالیا را تأمین کرد. در سال ۲۰۱۷، پس از یک سال دیگر با رشد سریع، خورشید تقریباً ۲٪ از انرژی جهانی یا ۴۶۰ تراوات ساعت برق تولید کرد.

### انرژی زمین‌گرمایی (ژئوترمال)
در پایان سال ۲۰۱۹، ظرفیت زمین‌گرمایی جهانی ۱۴ گیگاوات بود.

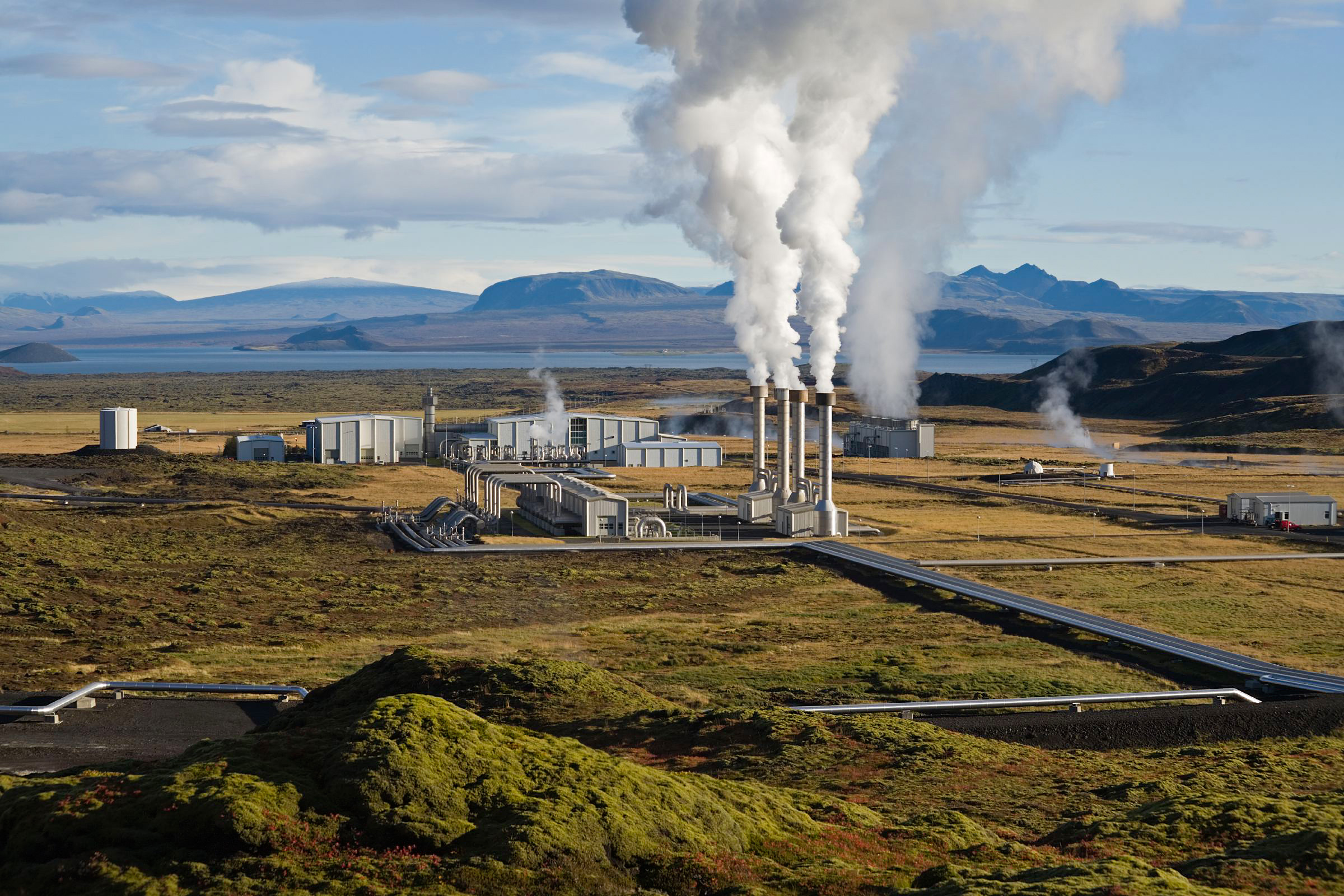
خروج بخار آب از نیروگاه زمین‌گرمایی نسیاولیر در ایسلند.

انرژی زمین‌گرمایی با دمای بالا از انرژی حرارتی تولیدشده و ذخیره‌شده در زمین به‌دست می‌آید. انرژی حرارتی، انرژی تعیین‌کننده دمای ماده است. انرژی زمین‌گرمایی زمین از شکل‌گیری اولیه سیاره و از واپاشی رادیواکتیو مواد معدنی (در نسبت‌های فعلی نامشخص اما احتمالاً تقریباً برابر) نشأت می‌گیرد. گرادیان زمین‌گرمایی، که تفاوت دما میان هسته سیاره و سطح آن است، به‌صورت پیوسته انرژی گرمایی را به صورت گرما از هسته به سطح زمین هدایت می‌کند. صفت geothermal از ریشه یونانی geo به معنی زمین و thermos به معنای گرما نشات می‌گیرد.
گرمای مورد استفاده برای انرژی زمین‌گرمایی می‌تواند از اعماق زمین باشد، یعنی تا هسته زمین - عمق ۶۴۰۰ کیلومتری زمین. در هسته، دما ممکن است به بیش از ۵۰۰۰ درجه سلسیوس برسد. گرما از هسته به سنگ‌های اطراف منتقل می‌شود. دما و فشار بسیار باعث ذوب‌شدن برخی سنگ‌ها می‌شود که معمولاً به آن ماگما می‌گویند. ماگما به سمت بالا همرفت می‌کند زیرا از سنگ جامد سبک‌تر است. این ماگما سپس سنگ و آب‌های پوسته را گرم می‌کند، گاهی اوقات تا ۳۷۱ درجه سلسیوس.
ژئوترمال دما پایین به به‌کارگیری پوسته خارجی زمین به‌عنوان باتری حرارتی برای تسهیل انرژی حرارتی تجدیدپذیر برای گرمایش و سرمایش ساختمان‌ها و دیگر مصارف برودتی و صنعتی اشاره دارد. در این شکل از زمین‌گرمایی، یک پمپ حرارتی زمین‌گرمایی و مبدل حرارتی زمینی با هم برای انتقال انرژی گرمایی به زمین (برای خنک کردن) و خارج از زمین (برای گرم کردن) به صورت فصلی استفاده می‌شوند. ژئوترمال دما پایین (که به‌طور کلی با عنوان "GHP" شناخته می‌شود) یک فناوری تجدیدپذیر به‌طور فزاینده مهم است زیرا هم از انرژی کل سالیانه مرتبط با گرمایش و سرمایش می‌کاهد، و هم منحنی تقاضای برق را مسطح تر می‌کند و از نیازهای شدید برق (پیک برق) در تابستان و زمستان می‌کاهد. به همین دلیل ژئوترمال دما پایین یا GHP در حال تبدیل شدن به یک اولویت ملی در سراسر جهان است که با بخشش‌های مالیاتی و تمرکز بر روی جنبش انرژی صفردر حال توسعه روزافزون است.

### انرژی زیستی
در پایان سال ۲۰۱۹، ظرفیت جهانی انرژی زیستی ۱۲۴ گیگاوات بود.

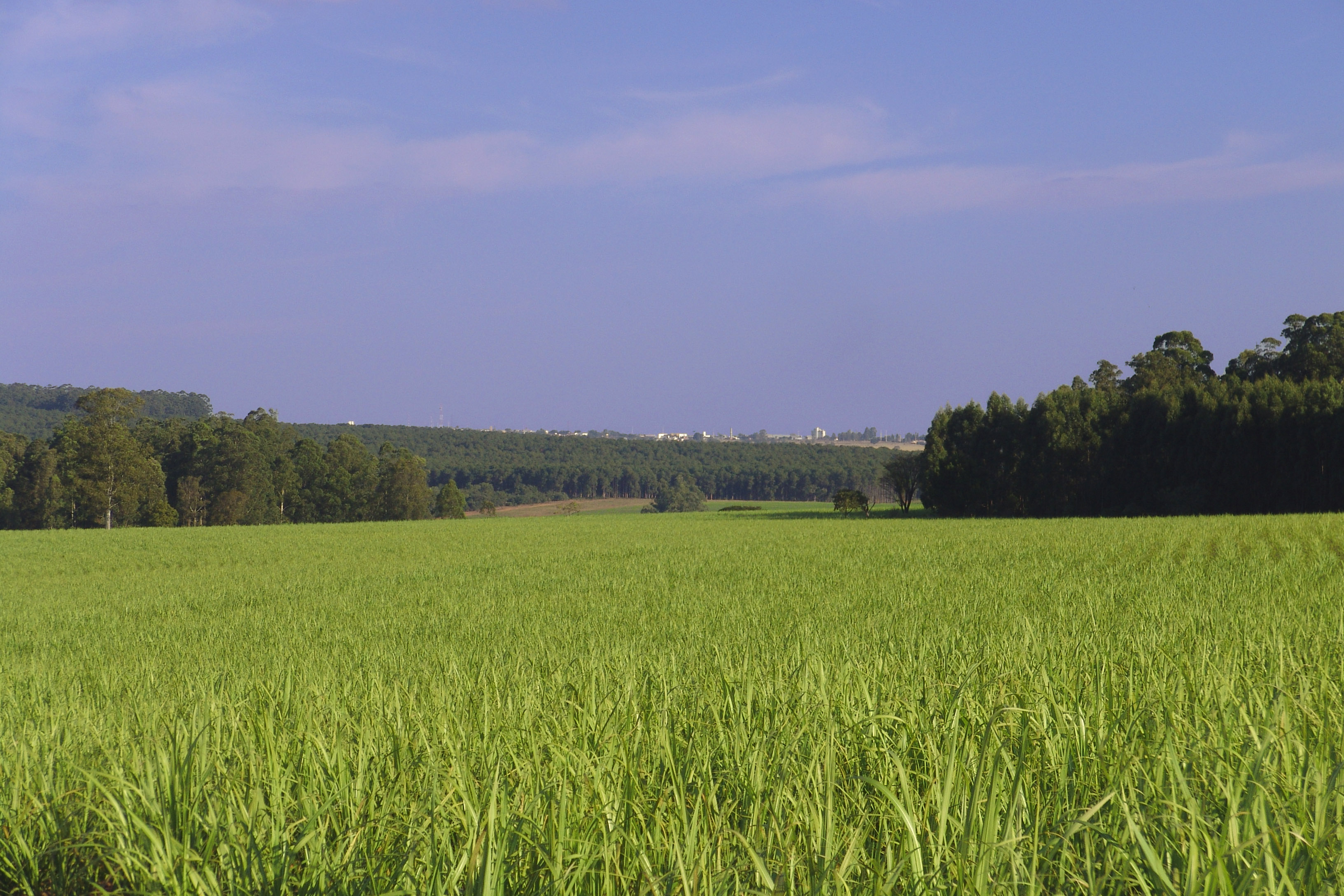
مزارع نیشکر برای تولید اتانول در برزیل.

زیست‌توده یک ماده زیستی است که از موجودات زنده یا به‌تازگی زنده گرفته شده‌است. این عبارت بیشتر به گیاهان یا مواد مشتق شده از گیاهان گفته می‌شود که به‌طور خاص زیست‌توده لیگنوسلولزیک نامیده می‌شوند. به یک عنوان منبع انرژی، از زیست‌توده می‌توان مستقیماً از طریق سوزاندن برای تولید گرما استفاده کرد، یا به‌طور غیرمستقیم پس از تبدیل آن به اشکال مختلف سوخت‌زیستی استفاده کرد. تبدیل زیست‌توده به زیست‌سوخت را می‌توان با روش‌های مختلفی انجام داد که به‌طور کلی به سه گروه دسته‌بندی می‌شوند: روش‌های حرارتی، روش‌های شیمیایی و روش‌های بیوشیمیایی. چوب امروزه همچنان بزرگترین منبع زیست‌توده باقی مانده‌است؛ نمونه‌های آن شامل بقایای جنگل - مانند درختان مرده، شاخه‌ها و کنده‌های درختان -، شاخه‌های درختان هرس شده باغچه‌ها، تراشه‌های چوب و حتی زباله‌های جامد شهری می‌شود. در یک تعریف دیگر، زیست‌توده شامل مواد گیاهی یا جانوری است که می‌تواند به الیاف یا دیگر مواد شیمیایی صنعتی از جمله سوخت‌های زیستی تبدیل شود. زیست‌توده صنعتی را می‌توان از گونه‌های مختلفی از گیاهان، از جمله میسکانتوس، چمن‌ترکه، کنف صنعتی، ذرت، صنوبر، بید، سورگوم، نیشکر، بامبو، و گونه‌های مختلف درختان، از اوکالیپتوس تا نخل روغنی تولید کرد.

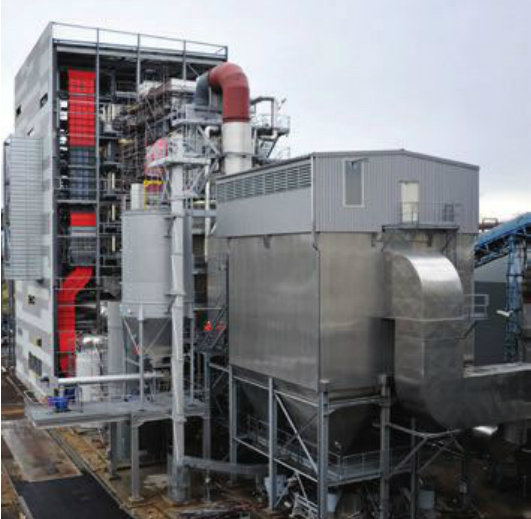
یک نیروگاه CHP با سوخت چوب برای تأمین برق ۳۰۰۰۰ خانوار در فرانسه.

انرژی گیاه توسط محصولاتی تولید می‌شود که به‌طور ویژه برای استفاده به‌عنوان سوخت توسعه یافته‌اند و در ازای انرژی ورودی کمی برای هر هکتار، زیست‌توده بسیاری تولید می‌شود. دانه‌ها را می‌توان برای تولید سوخت‌های مایع وسایل نقلیه استفاده کرد در حالی که می‌توان کاه را برای تولید گرما یا برق سوزاند. زیست‌توده گیاهی را همچنین می‌توان از طریق یک توالی فرایندهای شیمیایی از سلولز به گلوکز تجزیه کرد و سپس قند حاصل را به‌عنوان سوخت زیستی نسل اول مورد استفاده قرار داد.
زیست‌توده را می‌توان به دیگر انرژی‌های قابل استفاده مانند گاز متان یا سوخت‌های وسایل ترابری مانند اتانول و بیودیزل تبدیل کرد. زباله‌های پوسیده و زباله‌های کشاورزی و انسانی، همگی گاز متان آزاد می‌کنند - که به آن‌ها گاز دفن زباله یا بیوگاز نیز گفته می‌شود. محصولات زراعی، مانند ذرت و نیشکر، می‌توانند تخمیر شوند تا سوخت‌های ترابری مانند اتانول تولید شود. بیودیزل، یک سوخت وسایل ترابری دیگر، می‌تواند از محصولات غذایی باقیمانده مانند روغن‌های گیاهی و چربی‌های جانوری تولید شود. همچنین، زیست‌توده به مایعات (BTL) و اتانول سلولزی هنوز تحت پژوهش هستند. پژوهش‌های بسیاری در مورد سوخت جلبک یا زیست‌توده حاصل از جلبک انجام شده‌است، زیرا جلبک یک منبع غیر غذایی است و می‌تواند با نرخ ۵ تا ۱۰ برابر دیگر گونه‌های کشاورزی زمینی، برای مثال ذرت و سویا، تولید شود. پس از برداشت، می‌توان آن را تخمیر کرده و سوخت‌های زیستی مانند اتانول، بوتانول و متان و همچنین بیودیزل و هیدروژن تولید کرد. زیست‌توده مورد استفاده برای تولید برق در مناطق مختلف متفاوت است. به‌کارگیری محصولات جانبی جنگلی مانند بقایای چوب در ایالات متحده رایج است. در موریس (بقایای نیشکر) و جنوب شرقی آسیا (پوسته برنج) از زباله‌های کشاورزی استفاده می‌شود. به‌کارگیری بقایای دامداری، مانند فضله مرغ، در انگلستان رایج است.
زیست سوخت‌ها شامل دامنه گسترده‌ای از سوخت‌ها است که از زیست‌توده حاصل می‌شوند. این اصطلاح سوخت جامد، مایع و گاز را در بر می‌گیرد. سوخت‌های زیستی مایع شامل الکل‌های زیستی مانند بیواتانول و روغن‌هایی مانند بیودیزل است. سوخت‌های زیستی گازی شامل بیوگاز، گاز محل دفن و گاز مصنوعی است. بیواتانول الکلی است که با تخمیر اجزای قند مواد گیاهی تهیه می‌شود و بیشتر از محصولات شکر و نشاسته تهیه می‌شود. این موارد شامل ذرت، نیشکر و به‌تازگی سورگوم شیرین است. سورگوم شیرین به‌ویژه برای پرورش در شرایط دیم مناسب است و توسط مؤسسه بین‌المللی پژوهشی نباتات برای نواحی نیمه خشک به دلیل پتانسیل آن در تأمین سوخت، همراه با غذا و خوراک دام در مناطق خشک آسیا و آفریقا مورد بررسی قرار گرفته‌است.

## روندهای بازار و صنعت
عمده انرژی‌های تجدیدپذیر جدید تولیدی، انرژی خورشیدی است و به دنبال آن انرژی باد و سپس انرژی آبی و سپس بیوانرژی قرار دارد. سرمایه‌گذاری در انرژی‌های تجدیدپذیر، به‌ویژه انرژی خورشیدی، نسبت به زغال‌سنگ، گاز یا نفت در اشتغال‌زایی مؤثرتر است. در سال ۲۰۲۰ در سرتاسر جهان، حدود ۱۲ میلیون نفر در حوزه انرژی‌های تجدیدپذیر مشغول به کار هستند، که حدود ۴ میلیون نفر از آنها در بخش انرژی خورشیدی فعالیت دارند که بزرگترین بخش از لحاظ اشتغال است.

### پیش‌بینی‌های آینده
گزارش ماه مه ۲۰۲۲ آژانس بین‌المللی انرژی پیش‌بینی کرد که انرژی‌های تجدیدپذیر در سال ۲۰۲۳ با وجود افزایش هزینه‌ها رقابتی باقی می‌مانند، زیرا هزینه‌های سوخت فسیلی بسیار سریع‌تر افزایش می‌یابد.

## خط مشی و سیاست‌ها
سیاست‌های حمایت از انرژی‌های تجدیدپذیر در گسترش آن‌ها حیاتی بوده‌است. در اوایل دهه ۲۰۰۰ اروپا در ایجاد سیاست‌های انرژی سلطه داشت، اما اکنون بیشتر کشورهای جهان گونه‌ای سیاست انرژی دارند.

### روند سیاست‌ها

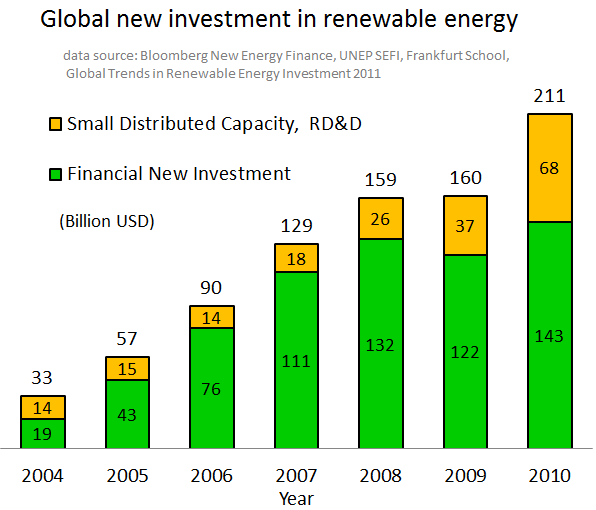
سرمایه‌گذاری‌های جدید جهانی در انرژی‌های تجدیدپذیر.

آژانس بین‌المللی انرژی‌های تجدیدپذیر (IRENA) یک سازمان میان دولتی برای ارتقا پذیرش انرژی‌های تجدیدپذیر در سراسر جهان است. هدف آن ارائه مشاوره سیاستگذاری مشخص و تسهیل ایجاد ظرفیت و انتقال فناوری است. IRENA در سال ۲۰۰۹ توسط ۷۵ کشور با امضای منشور IRENA شکل گرفت. در آوریل ۲۰۱۹، ایرِنا ۱۶۰ کشور عضو داشت. دبیرکل وقت سازمان ملل متحد بان کی-مون گفته‌است که انرژی‌های تجدیدپذیر این توانایی را دارد که فقیرترین کشورها را به سطوح جدیدی از رونق برسانند.
توافقنامه پاریس در سال ۲۰۱۵ در مورد تغییر اقلیم، بسیاری از کشورها را برای توسعه یا بهبود سیاست‌های انرژی تجدیدپذیر تشویق کرد. تا سال ۲۰۱۷، در مجموع ۱۲۱ کشور از گونه‌ای سیاست انرژی تجدیدپذیر استفاده کرده‌اند. اهداف ملی در آن سال در ۱۷۶ کشور وجود داشته‌است. علاوه بر این، دامنه گسترده‌ای از سیاست‌ها در سطح ایالتی/استانی و محلی نیز وجود دارد. برخی از شرکت‌های آب و برق دولتی (public utilities) به طرح‌ریزی یا نصب تجهیزات انرژی مسکونی به روز کمک می‌کنند. در زمان باراک اوباما، رئیس‌جمهور وقت آمریکا، سیاست‌های ایالات متحده، به‌کارگیری انرژی‌های تجدیدپذیر را مطابق با تعهدات توافق‌نامه پاریس ترغیب می‌کرد. با اینکه دونالد ترامپ این توافق‌نامه را کنار گذاشته‌است، سرمایه‌گذاری بر روی انرژی‌های تجدیدپذیر همچنان در حال افزایش است.
بسیاری از دولت‌های ملی، ایالتی و محلی «بانک‌های سبز» ایجاد کرده‌اند. بانک سبز یک مؤسسه مالی نیمه-دولتی است که از سرمایه عمومی برای بالابردن تراز سرمایه‌گذاری‌های خصوصی در فناوری‌های انرژی پاک کمک می‌گیرد. بانک‌های سبز از ابزارهای مالی مصنوعی برای جبران شکاف‌های بازار که مانع استقرار انرژی پاک هستند، استفاده می‌کنند. ارتش آمریکا همچنین تمرکز خود را بر به‌کارگیری سوخت‌های تجدیدپذیر برای وسایل نقلیه نظامی گذاشته‌است. برخلاف سوخت‌های فسیلی، سوخت‌های تجدیدپذیر می‌توانند در هر کشوری تولید شوند و این موضوع می‌تواند یک مزیت استراتژیک ایجاد کند. ارتش آمریکا پیش‌تر خود را متعهد کرده‌است که ۵۰٪ از مصرف انرژی خود را از منابع تجدیدپذیر تأمین کند.

## فناوری‌های نوظهور
دیگر فناوری‌های انرژی تجدیدپذیر هنوز در دست توسعه است و شامل اتانول سلولزی، انرژی زمین‌گرمایی سنگ خشک و انرژی دریایی است. این فناوری‌ها هنوز به‌طور گسترده نمایش داده نشده‌اند یا دارای محدودیت‌های تجاری هستند. بسیاری از آن‌ها به تازگی ظهور کرده‌اند و ممکن است قابل مقایسه با دیگر فناوری‌های انرژی تجدیدپذیر باشند، اما تحقق این امر هنوز به جلب توجه کافی و پژوهش، توسعه و تأمین بودجه (RD&D) بستگی دارد.
سازمان‌های بسیاری در بخش‌های دانشگاهی، فدرال و بازرگانی وجود دارند که پژوهش‌های پیشرفته گسترده‌ای را در زمینه انرژی‌های تجدیدپذیر انجام می‌دهند. این پژوهش چندین حوزه تمرکز را در دامنه انرژی تجدیدپذیر در بر می‌گیرد. بیشتر پژوهش‌ها با هدف بهبود کارایی و افزایش بازده کلی انرژی انجام شده‌است. چندین سازمان پژوهشی تحت حمایت فدرال در سال‌های گذشته بر روی انرژی تجدیدپذیر تمرکز کرده‌اند. دو مورد از برجسته‌ترین این آزمایشگاه‌ها، آزمایشگاه ملی سَندیا و آزمایشگاه ملی انرژی‌های تجدیدپذیر (NREL) هستند که هر دو توسط وزارت انرژی ایالات متحده تأمین مالی می‌شوند و توسط شرکت‌های مختلف شریک، پشتیبانی می‌شوند. بودجه کل سندیا ۲٫۴ میلیارد دلار است، در حالی که بودجه NREL برابر ۳۷۵ میلیون دلار است.

### سامانه زمین‌گرمایی پیشرفته

شماتیک سامانه زمین‌گرمایی پیشرفته (EGS). ۱: مخزن ۲: پمپ خانه ۳: مبدل حرارتی ۴: سالن توربین ۵: چاه تولیدی ۶: چاه تزریق ۷: آب گرم به سمت گرمایش منطقه‌ای ۸: سنگ متخلخل ۹: چاه ۱۰: سنگ بستر جامد

سامانه‌های زمین‌گرمایی پیشرفته (EGS) گونه جدیدی از فناوری‌های انرژی زمین‌گرمایی هستند که نیازی به منابع هیدروترمال با همرفت طبیعی ندارد. اکثریت قریب به اتفاق انرژی زمین‌گرمایی در سنگ‌های خشک و غیر متخلخل قابل دسترس با حفاری است. فناوری‌های EGS از طریق شکست هیدرولیکی، "باعث تقویت" یا ایجاد منابع زمین‌گرمایی در این "سنگ خشک گرم (HDR)" می‌شوند. انتظار می‌رود فناوری‌های EGS و HDR، مانند زمین‌گرمایی گرم‌آبی، منابع بارِ پایه (baseload) باشند که مانند نیروگاه‌های فسیلی ۲۴ ساعته انرژی تولید می‌کنند. فناوری‌های HDR و EGS متمایز از هیدروترمال، بسته به محدوده اقتصادی در عمق حفاری، ممکن است در هر کجای جهان امکان‌پذیر باشد. مکان‌های مناسب بالای سنگ‌های گرانیتی عمیق است که توسط یک لایه ضخیم (۳–۵ کیلومتری) رسوبات عایق پوشانده شده و اتلاف حرارت را کند می‌کند. سامانه‌های HDR و EGS اکنون در فرانسه، استرالیا، ژاپن، آلمان، ایالات متحده و سوئیس در حال تولید و آزمایش هستند. بزرگترین پروژه EGS در جهان نیروگاه نمایشی ۲۵ مگاواتی است که اکنون در آبگیر کوپر، در استرالیا در حال توسعه است. آبگیر کوپر توانایی تولید ۵ تا ۱۰ هزار مگاوات برق را دارد.

### اتانول سلولزی
چندین پالایشگاه که می‌توانند زیست‌توده را فراوری کرده و آن را به اتانول تبدیل کنند توسط شرکت‌هایی مانند Iogen , POET و ابنگوا ساخته شده‌اند، در حالی که شرکت‌های دیگری مانند Dyadic International ,Verenium Corporation و نووزیمس آنزیم‌هایی تولید می‌کنند که می‌تواند تجارت آینده را امکان‌پذیر کند. جایگزین کردن زباله‌های پسماند و علف‌های بومی با مواد اولیه محصولات کشاورزی خوراکی فرصت‌های چشمگیری را برای دامنه گسترده‌ای از بازیگران، از کشاورزان گرفته تا شرکت‌های زیست‌فناوری و از توسعه دهندگان پروژه تا سرمایه گذاران فراهم می‌کند.

### انرژی دریایی

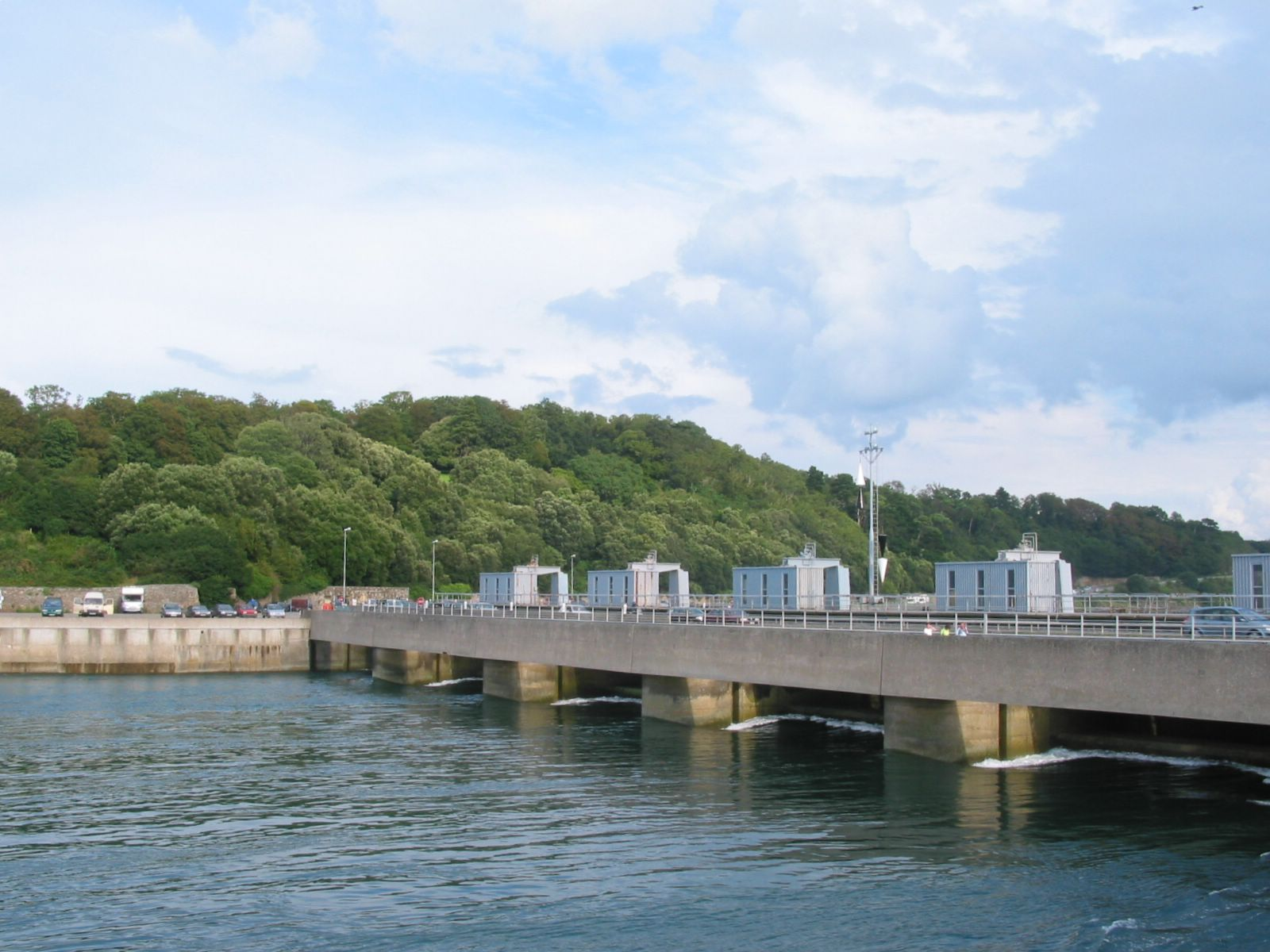
نیروگاه جزر و مدی رانس در فرانسه

انرژی دریایی (که گاهی به آن انرژی اقیانوس نیز گفته می‌شود) به انرژی حمل‌شده توسط امواج اقیانوس‌ها، جزر و مد، شوری و اختلاف دما در اقیانوس اشاره دارد. حرکت آب در اقیانوس‌های جهان ذخیره وسیعی از انرژی جنبشی یا انرژی در حال حرکت را ایجاد می‌کند. این انرژی می‌تواند برای تولید برق و تأمین انرژی خانه‌ها، ترابری و صنایع برداشت شود. اصطلاح «انرژی دریایی» هم انرژی موج را شامل می‌شود - که انرژی حاصل از امواج سطحی است، و هم انرژی جزر و مدی را در بر می‌گیرد- که انرژی حاصل از انرژی جنبشی توده بزرگ آب در حال حرکت است. الکترودیالیز معکوس (RED) فناوری برای تولید برق از طریق مخلوط کردن آب رودخانه تازه و آب شور دریا در سلول‌های بزرگ برقی است که برای این منظور طراحی شده‌است؛ در سال ۲۰۱۶ در مقیاس کوچک (۵۰ کیلووات) در حال آزمایش است. نیروگاه بادی دریایی گونه‌ای انرژی دریایی نیست، زیرا برق بادی از باد گرفته می‌شود، اگرچه توربین‌های بادی روی آب قرار گرفته‌اند. اقیانوس‌ها انرژی فوق‌العاده‌ای دارند و به بسیاری از جمعیت‌های متمرکز و (شاید بیشتر آن‌ها) نزدیک هستند. انرژی اقیانوس توانایی تأمین مقدار چشمگیری انرژی تجدیدپذیر جدید در سراسر جهان را دارد.
| #  | نیروگاه                           | کشور      | مختصات                                                          | ظرفیت      | منابع   |
| -- | --------------------------------- | --------- | --------------------------------------------------------------- | ---------- | ------- |
| ۱. | نیروگاه جزر و مدی دریاچه سیهوا    | کره جنوبی | ۳۷°۱۸′۴۷″ شمالی ۱۲۶°۳۶′۴۶″ شرقی / ۳۷٫۳۱۳۰۶°شمالی ۱۲۶٫۶۱۲۷۸°شرقی | ۲۵۴ مگاوات | [ ۱۱۸ ] |
| ۲. | نیروگاه جزر و مدی رانس            | فرانسه    | ۴۸°۳۷′۰۵″ شمالی ۰۲°۰۱′۲۴″ غربی / ۴۸٫۶۱۸۰۶°شمالی ۲٫۰۲۳۳۳°غربی    | ۲۴۰ مگاوات | [ ۱۱۹ ] |
| ۳. | نیروگاه جزر و مدی سلطنتی آناپولیس | کانادا    | ۴۴°۴۵′۰۷″ شمالی ۶۵°۳۰′۴۰″ غربی / ۴۴٫۷۵۱۹۴°شمالی ۶۵٫۵۱۱۱۱°غربی   | ۲۰ مگاوات  | [ ۱۱۹ ] |

### انرژی خورشیدی آزمایشی
سامانه‌های فتوولتائیک متمرکز (CPV) از نور خورشید متمرکز بر روی سطوح فتوولتائیک به منظور تولید برق استفاده می‌کنند. دستگاه‌های ترموالکتریک یا «ترموولتائیک» اختلاف دما میان مواد غیر مشابه را به جریان الکتریکی تبدیل می‌کنند.

### آرایه‌های خورشیدی شناور
آرایه‌های خورشیدی شناور سامانه‌های فتوولتائیکی هستند که در سطح مخازن آب آشامیدنی، دریاچه‌های معادن، کانال‌های آبیاری یا استخرهای تصفیه و حوضچه‌های باطله شناور هستند. شمار کمی از این سامانه‌ها در فرانسه، هند، ژاپن، کره جنوبی، انگلستان، سنگاپور و ایالات متحده وجود دارد. گفته می‌شود این سامانه‌ها نسبت به فتوولتائیک در خشکی مزایایی دارند. هزینه زمین گرانتر است و قوانین و مقررات کمتری برای سازه‌های ساخته شده بر روی آب که برای تفریح استفاده نمی‌شوند وجود دارد. برخلاف بیشتر نیروگاه‌های خورشیدی مستقر در خشکی، آرایه‌های شناور می‌توانند غیر مزاحم ساخته شوند زیرا از دید عموم پنهان هستند. آن‌ها کارایی بالاتری نسبت به پنل‌های PV در خشکی دارند، زیرا آب پنل‌ها را خنک می‌کند. پنل‌ها دارای پوشش خاصی برای جلوگیری از زنگ زدگی یا خوردگی هستند. در ماه مه سال ۲۰۰۸، کارخانه Far Niente در کالیفرنیا، با نصب ۹۹۴ ماژول PV خورشیدی با ظرفیت کل ۴۷۷ کیلووات بر روی ۱۳۰ پونتون و شناور کردن آن‌ها در استخر آبیاری، نخستین سامانه فتوولتائیک شناور جهان را ایجاد کرد. مزارع PV شناور در مقیاس-شهری در حال ساخت هستند. شرکت کیوسرا بزرگترین نیروگاه فتوولتائیک شهری جهان را تولید خواهد کرد، مزرعه ای معادل ۱۳٫۴ مگاوات در مخزن بالای سد یاماکورا در استان چیبا که از ۵۰۰۰۰ صفحه خورشیدی استفاده می‌کند. مزارع شناور مقاوم در برابر آب شور نیز برای استفاده در اقیانوس ساخته شده‌اند. بزرگترین پروژه فتوولتائیک شناور که تاکنون اعلام شده، یک نیروگاه ۳۵۰ مگاواتی در منطقه آمازون برزیل است.

### پمپ حرارتی کمک خورشیدی
پمپ حرارتی وسیله ای است که انرژی گرمایی را از یک منبع گرما به مقصدی موسوم به «هیت سینک» یا «چاه حرارتی» تأمین می‌کند. پمپ‌های حرارتی برای جابجایی انرژی گرمایی در خلاف جهت جریانِ خودبه خودی گرما، یا جذب گرما از یک فضای سرد و انتشار آن به فضای گرمتر طراحی شده‌اند. پمپ حرارتی کمک خورشیدی نتیجه ادغام پمپ حرارتی و پنل‌های خورشیدی حرارتی در یک سامانه واحد است. به‌طور معمول از این دو فناوری به‌طور جداگانه (یا فقط با قرار دادن آن‌ها به صورت موازی) برای تولید آب گرم استفاده می‌شود. در این سامانه، پنل حرارتی خورشیدی کار منبع حرارت دما پایین را انجام می‌دهد و از گرمای تولید شده برای تغذیه اواپراتور پمپ گرمایی استفاده می‌شود. هدف این سامانه افزایش COP (ضریب عملکرد) و تولید انرژی به روش کارآمدتر و کم هزینه تر است.
به‌کارگیری هر گونه پنل حرارتی خورشیدی (ورق و لوله، رول-باند، لوله حرارتی، صفحات حرارتی) یا ترکیبی (مونو/پلی کریستالی، فیلم نازک) در ترکیب با پمپ حرارتی امکان‌پذیر است. به‌کارگیری پنل هیبریدی ترجیح داده می‌شود زیرا اجازه می‌دهد بخشی از تقاضای برق پمپ حرارتی را پوشش داده و مصرف برق و در نتیجه هزینه‌های متغیر سامانه را کاهش دهد.

### فتوسنتز مصنوعی
در فتوسنتز مصنوعی از تکنیک‌هایی از جمله فناوری نانو برای ذخیره انرژی الکترومغناطیسی خورشیدی در پیوندهای شیمیایی از طریق تقسیم آب برای تولید هیدروژن و سپس به‌کارگیری کربن دی‌اکسید برای تولید متانول استفاده می‌شود. محققان در این زمینه در تلاشند تا تقلیدهای مولکولی از فتوسنتز را که از منطقه وسیع تری از دامنه خورشیدی استفاده می‌کنند، به کار بگیرند و از سامانه‌های کاتالیزوری ساخته شده از مواد ارزان قیمت، فراوان، مقاوم، به راحتی ترمیم شونده، غیر سمی، پایدار در شرایط مختلف محیطی استفاده کنند. کارایی بیشتر اجازه می‌دهد تا بخش بیشتری از انرژی فوتون در ترکیبات ذخیره‌سازی، یعنی کربوهیدرات‌ها ذخیره شود. (به جای ساختن و زنده نگه داشتن سلول‌های زنده). با این حال، پژوهش‌های برجسته با موانعی روبرو هستند، سان کاتالیتیکس یک شرکت اسپین-آف از MIT در سال ۲۰۱۲ ساخت نمونه اولیه بزرگ سلول سوختی خود را متوقف کرد، زیرا نسبت به دیگر روش‌های تولید هیدروژن از نور خورشید صرفه اقتصادی کمی ارئه دارد.

### سوخت‌های جلبک

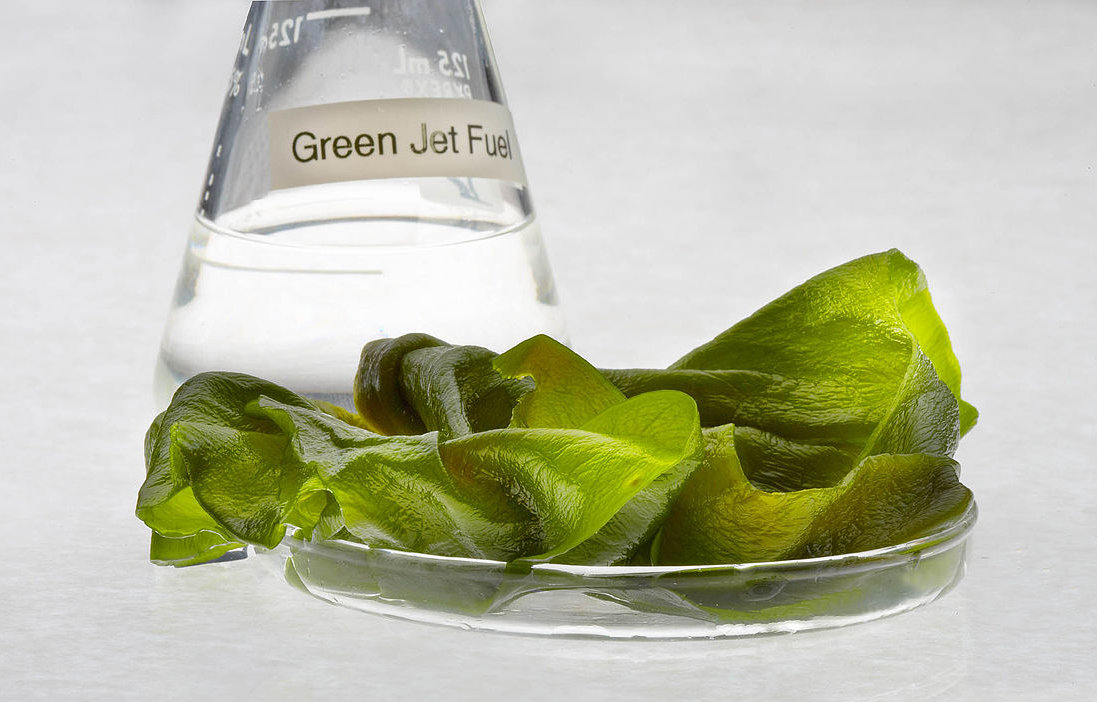
سوخت جت «سبز» که از جلبک تهیه شده‌است. چندین شرکت و آژانس دولتی در تلاش برای کاهش سرمایه و هزینه‌های عملیاتی و تولید تجاری سوخت از جلبک‌ها هستند.

تولید سوخت مایع از گونه‌های جلبک‌های غنی از روغن یک موضوع پژوهشی در حال انجام است. ریزجلبک‌های مختلفی که در سامانه‌های باز یا بسته رشد می‌کنند در حال آزمایش هستند از جمله برخی از سامانه‌هایی که می‌توانند در سایت‌های متروک (brownfield) و بیابانی راه اندازی شوند.

### هواپیمای خورشیدی

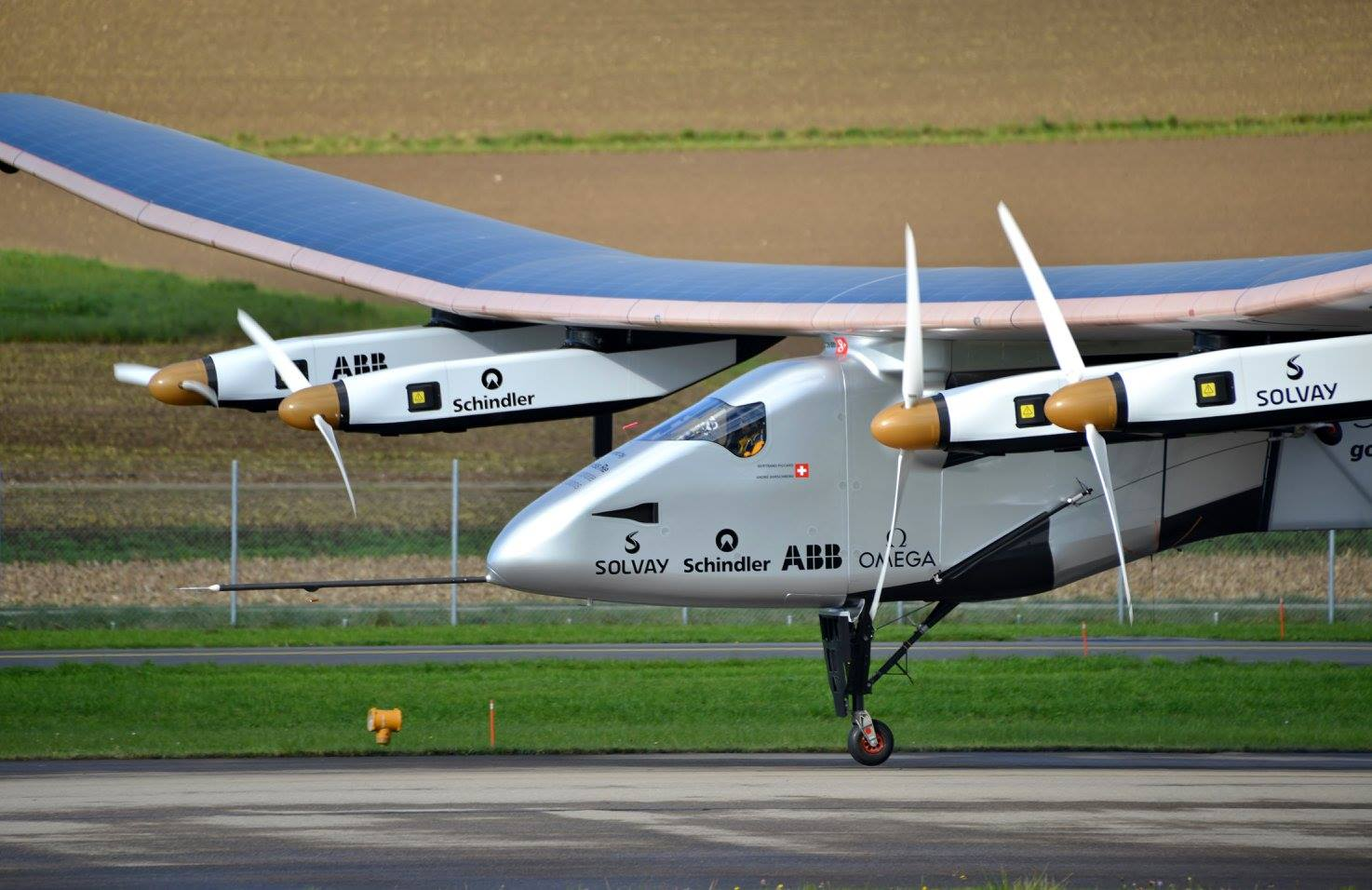
در سال ۲۰۱۶، هواپیمای سولار ایمپالس ۲، نخستین هواپیمای خورشیدی شد که توانست دور زمین را بپیماید.

هواپیمای الکتریکی، هواپیمایی است که به جای به‌کارگیری موتورهای درون‌سوز از موتورهای الکتریکی استفاده می‌کند و برق آن از سلول‌های سوختی، سلول‌های خورشیدی، ابرخازن‌ها، پرتودهی برق، یا باتری تأمین می‌شود.
اکنون، هواپیماهای الکتریکی سرنشین دار بیشتر فقط نمایش‌های تجربی هستند، اگرچه انرژی بسیاری از هواپیماهای کوچک بدون سرنشین از باتری تأمین می‌شود. هواپیماهای مدل الکتریکی از دهه ۱۹۷۰ پرواز می‌کردند و گزارش از پرواز آن‌ها در سال ۱۹۶۷ نیز وجود دارد. نخستین پرواز با هواپیمای سرنشین دار الکتریکی در سال ۱۹۷۳ انجام شد. میان سال‌های ۲۰۱۵–۲۰۱۶، یک هواپیمای سرنشین دار و مجهز به انرژی خورشیدی، Solar Impulse 2، دور گردی زمین را به پایان رساند.

### برج مکشی خورشیدی
برج مکشی خورشیدی یک نیروگاه با انرژی تجدیدپذیر برای تولید برق با گرمای خورشیدی دما پایین است. آفتاب هوا را در زیر یک سازه کلکتور بسیار عریض گلخانه-مانند گرم می‌کند که این سازه حول پایه مرکزی یک برج دودکش بسیار بلند قرار دارد. همرفت حاصله باعث ایجاد حرکت مکشی هوای گرم به سمت بالا در برج توسط اثر دودکشی می‌شود. این جریان هوا توربین‌های بادی را که در شاخه ورودی دودکش یا اطراف پایه دودکش قرار داده شده‌اند، به گردش درمی‌آورد تا برق تولید شود. نقشه‌هایی برای ساخت نسخه‌های بزرگ شده مدل‌های نمایشی، امکان تولید چشمگیر برق را فراهم می‌کند و ممکن است امکان توسعه پروژه‌های دیگر مانند استخراج یا تقطیر آب و کشاورزی و باغبانی را فراهم کند. نسخه پیشرفته تر یک فناوری با مضمون مشابه، موتور گردبادی است که هدف آن جایگزینی دودکش‌های بزرگ فیزیکی با گردباد است که توسط یک سازه کوتاه‌تر و ارزان‌تر ایجاد می‌شود.

### انرژی خورشیدی مبتنی بر فضا
برای هر دو سامانه فتوولتائیک یا سامانه‌های حرارتی، یک گزینه این است که آن‌ها را در فضا به‌ویژه مدار زمین‌آهنگ قرار داد. برای رقابت با سامانه‌های انرژی خورشیدی مستقر در زمین، جرم خاص (کیلوگرم بر کیلووات) چند برابر هزینه بالابردن جرم به علاوه هزینه قطعات، باید ۲۴۰۰ دلار یا کمتر باشد؛ یعنی، برای هزینه قطعات به اضافه رکتنا ۱۱۰۰ دلار در کیلووات، محصول دلار / کیلوگرم و کیلوگرم / کیلووات باید ۱۳۰۰ دلار / کیلووات یا کمتر باشد. بنابراین برای ۶٫۵ کیلوگرم در کیلووات، هزینه ترابری نمی‌تواند بیش از ۲۰۰ دلار در کیلو وات باشد. اگرچه این کار به یک نسبت کاهش ۱۰۰ به یک نیاز دارد، SpaceX کاهش ۱۰ به ۱ را هدف قرار داده‌است، اما موتورهای واکنشی ممکن است کاهش ۱۰۰ به یک را ممکن کنند.

### بخار آب
جمع‌آوری بارهای الکتریسیته ساکن از قطرات آب روی سطوح فلزی یک فناوری تجربی است که به ویژه در کشورهای کم درآمد با رطوبت نسبی هوا بیش از ۶۰٪ بسیار مفید است.

### پسماندهای زراعی
دستگاه‌های AuREUS, که بر اساس ضایعات محصولات کشاورزی ساخته شده‌اند، می‌توانند نور ماورا بنفش خورشید را جذب کرده و به انرژی تجدیدپذیر تبدیل کنند.

## نگارخانه

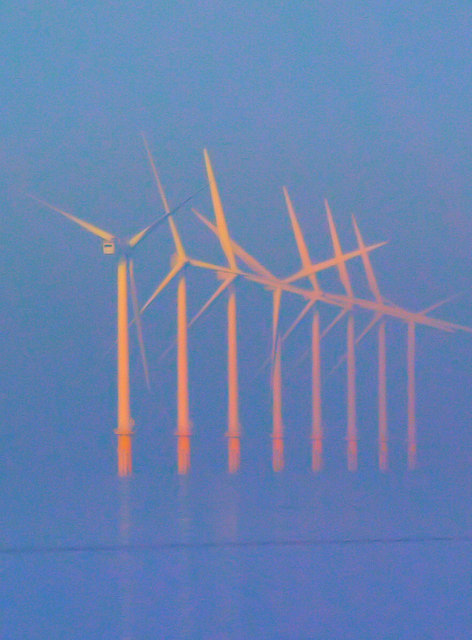
نیروگاه بادی دریایی  Burbo در انگلستان
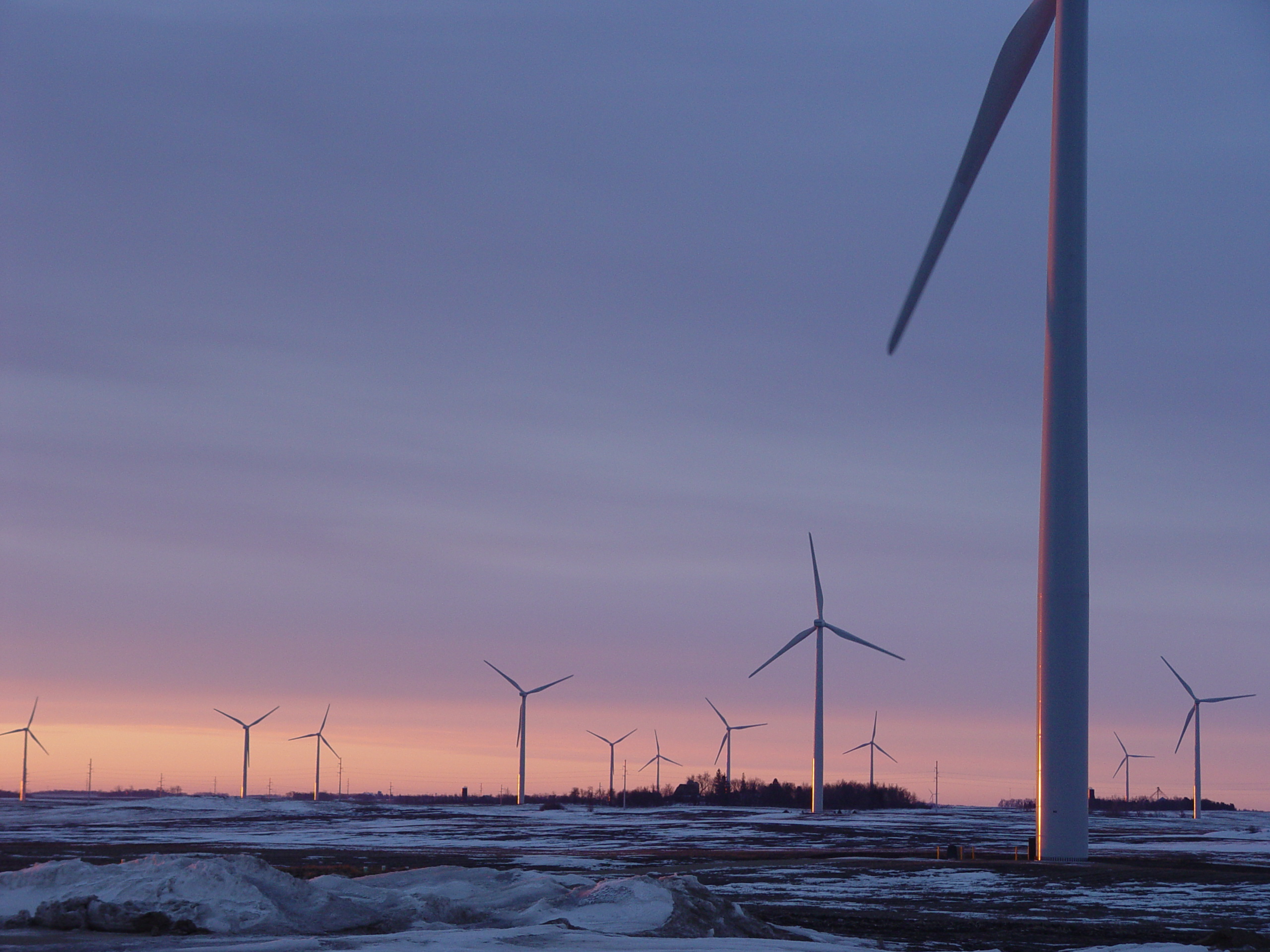
طلوع آفتاب در مزرعه بادی Fenton در مینه سوتا ، آمریکا
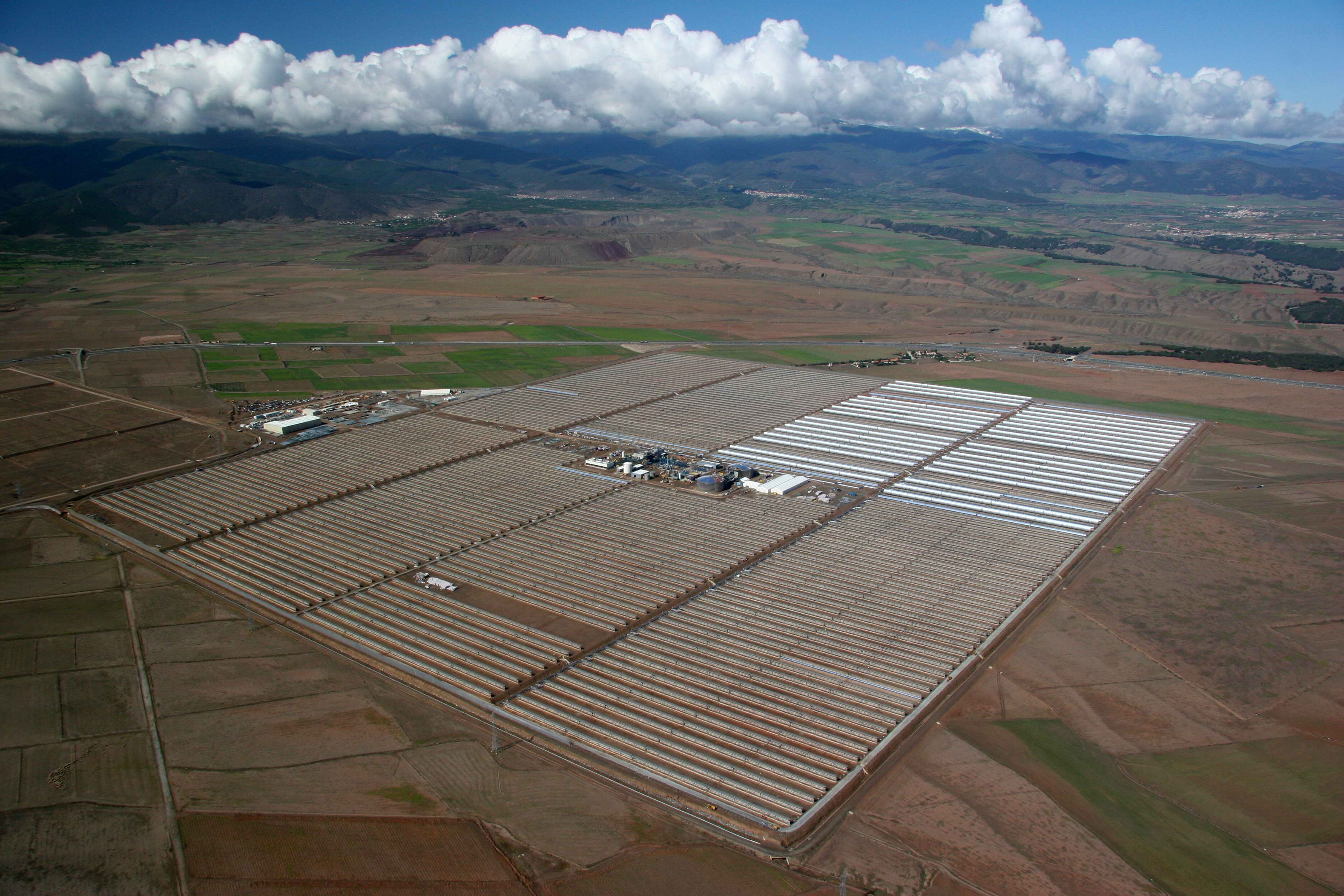
ایستگاه انرژی خورشیدی متمرکز در اندلس ، اسپانیا
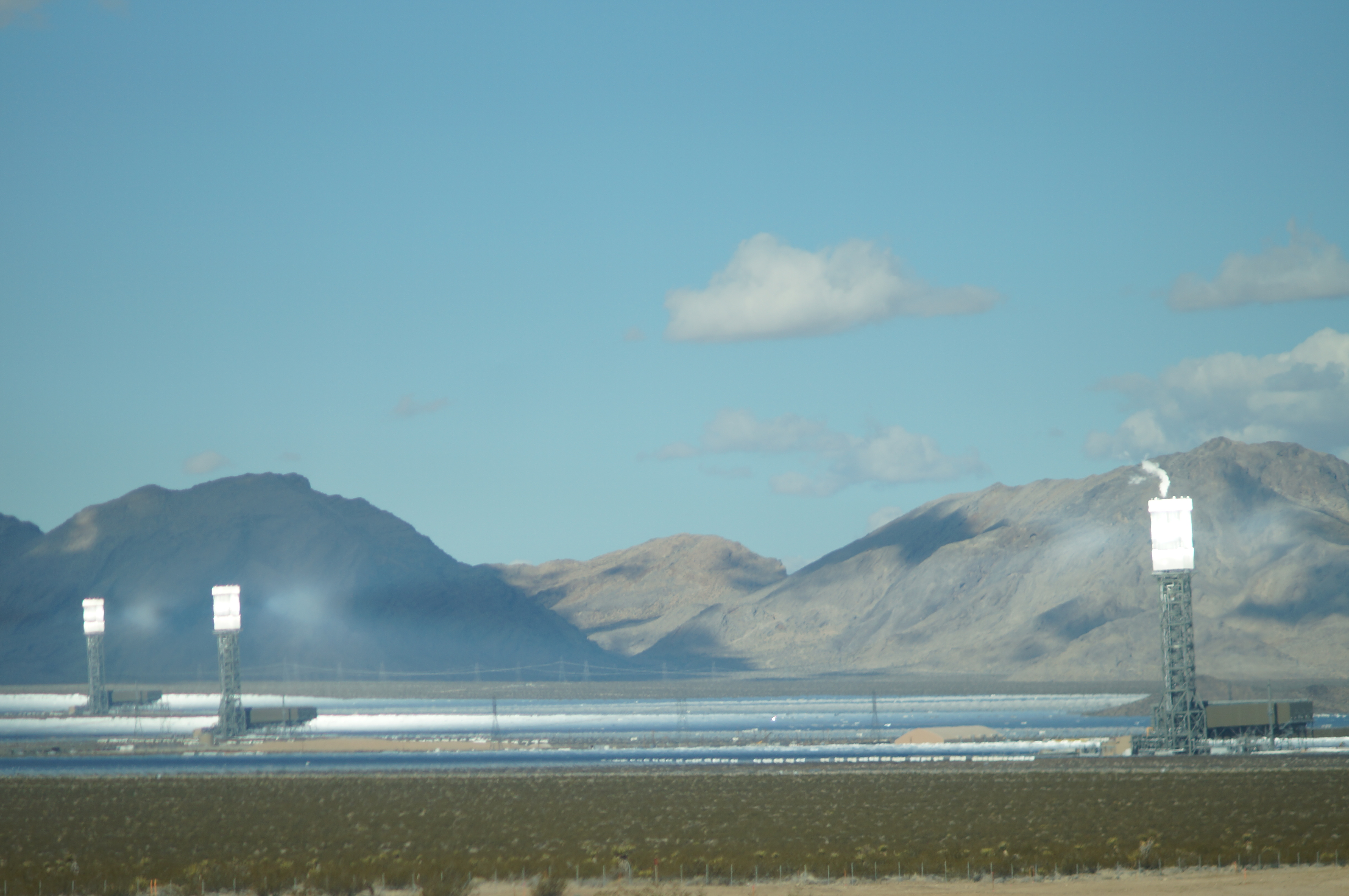
نیروگاه خورشیدی ایوانپا در صحرای موهاوی ، کالیفرنیا ، ایالات متحده
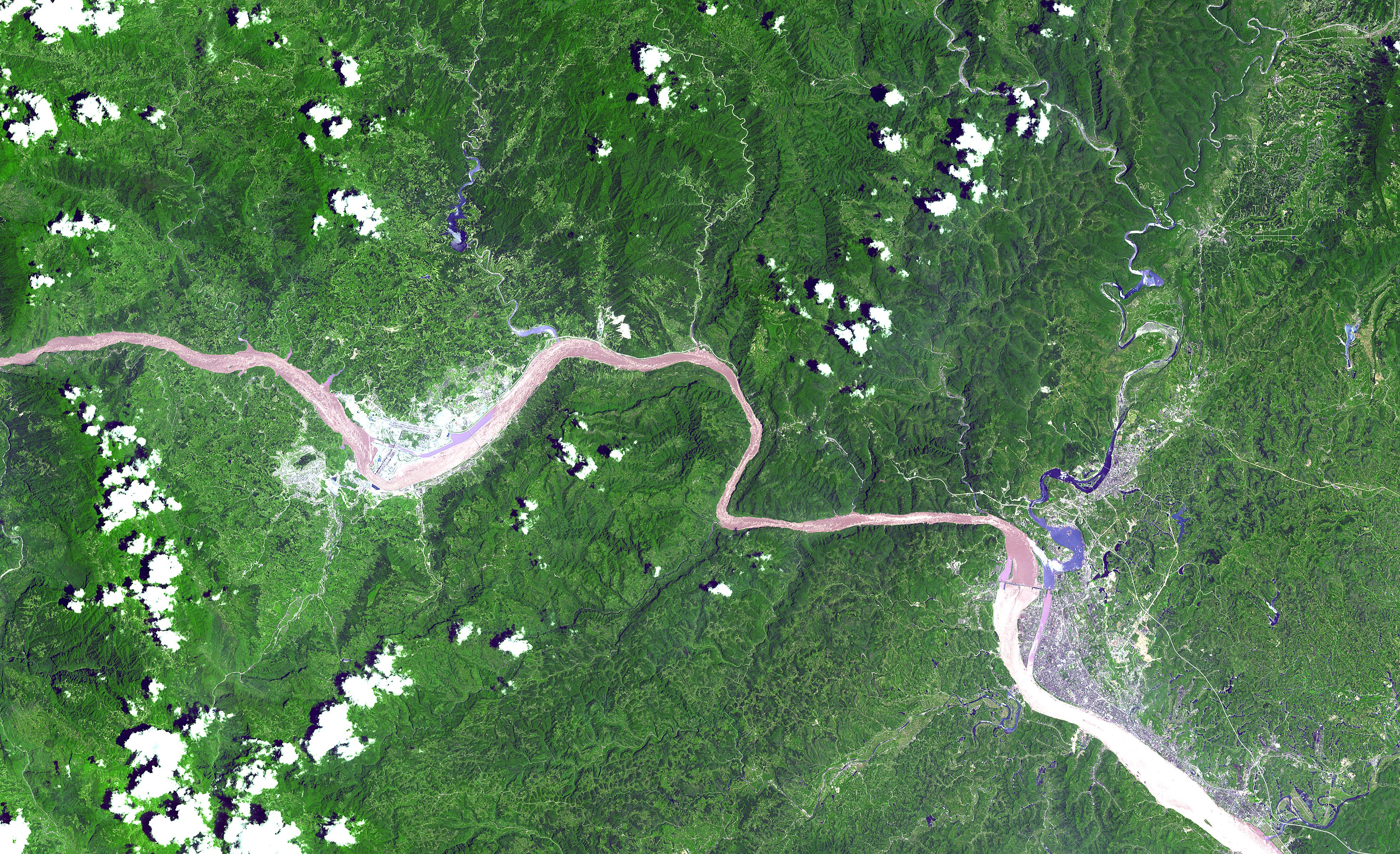
سد سه دره و سد Gezhouba ، چین
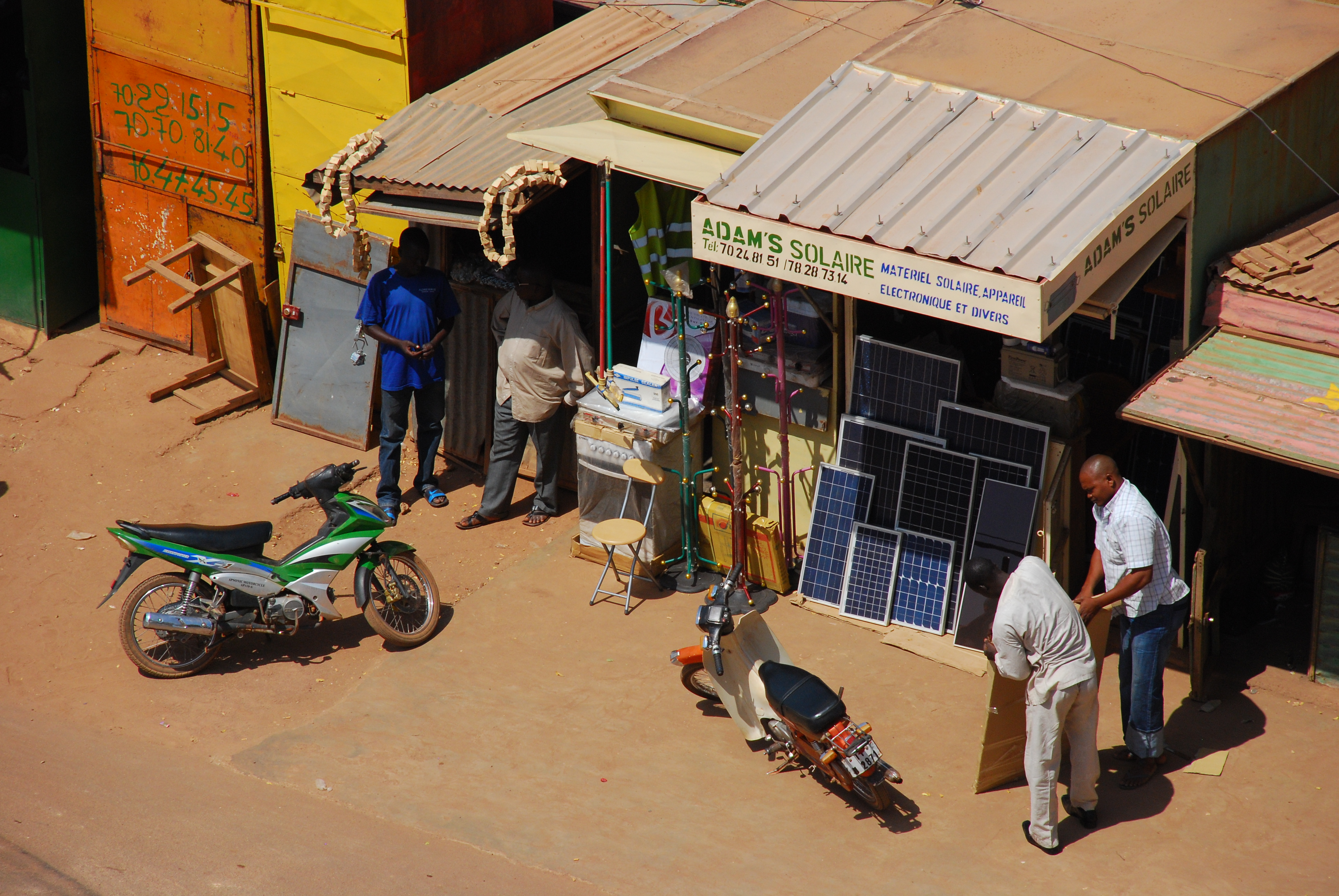
فروش پنل‌های فتوولتائیک در اواگادوگو ، بورکینافاسو
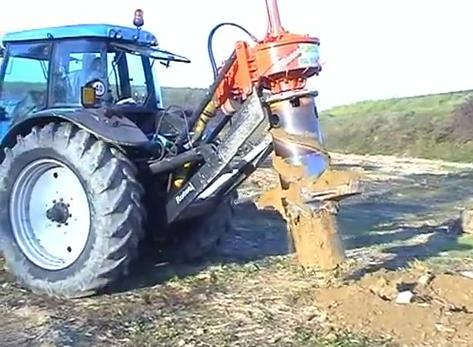
برداشت کنده باعث افزایش بازیافت زیست توده از جنگل‌ها می‌شود
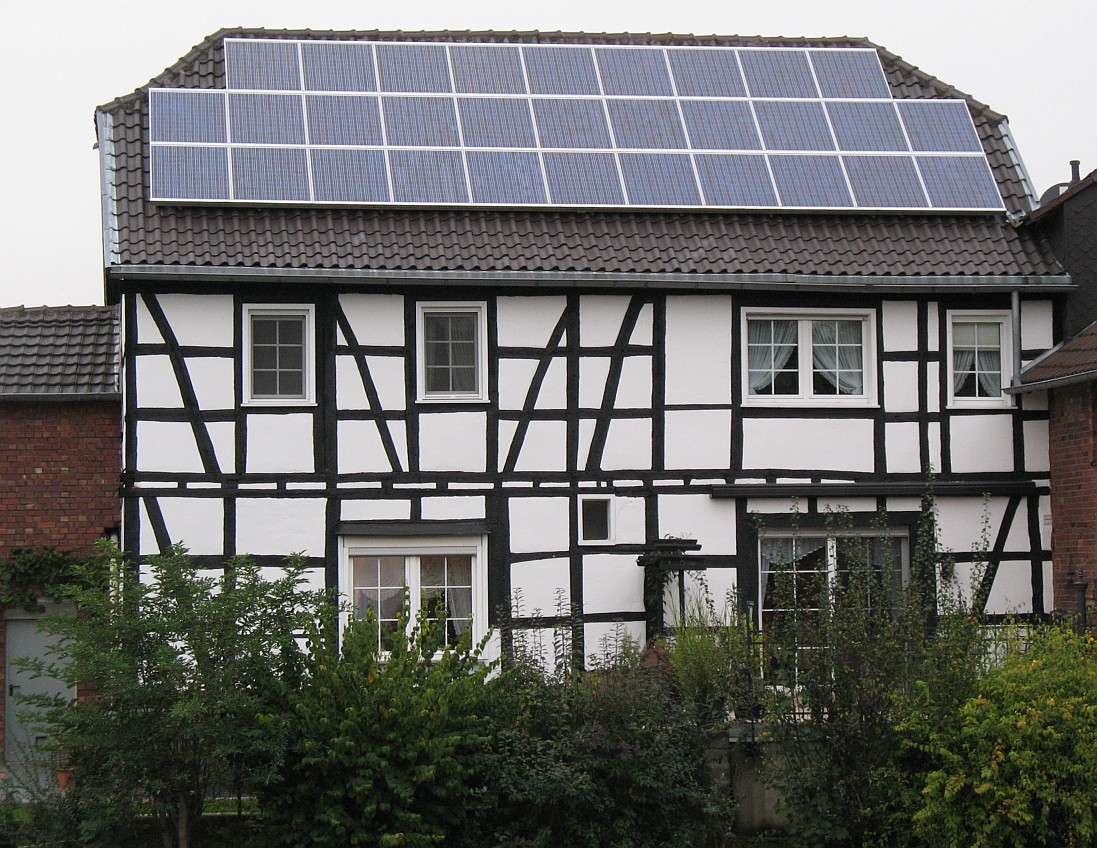
یک سیستم PV ، نصب شده روی سقف یک ساختمان در بن ، آلمان
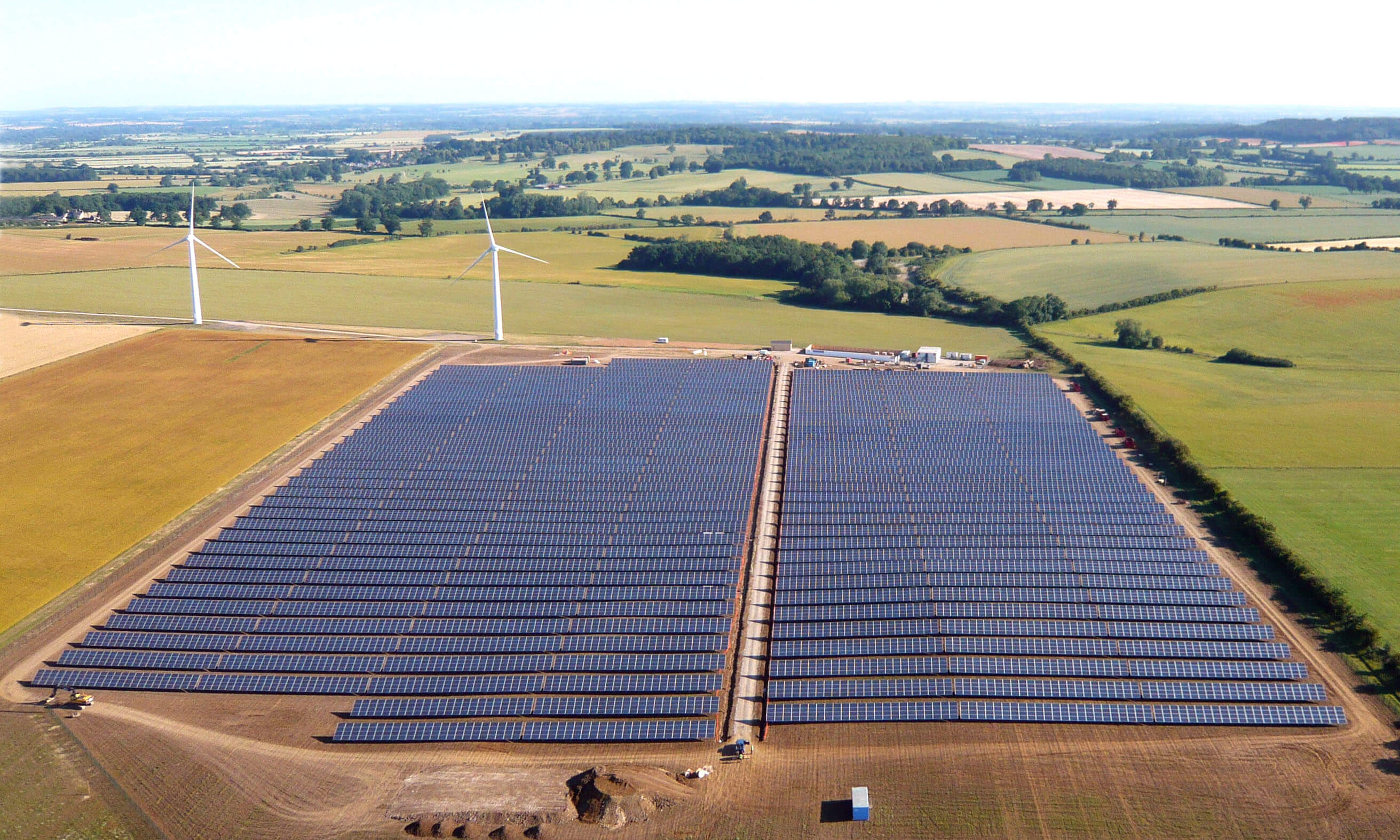
پارک خورشیدی Westmill در جنوب شرقی انگلیس متعلق به جامعه. (community-owned)
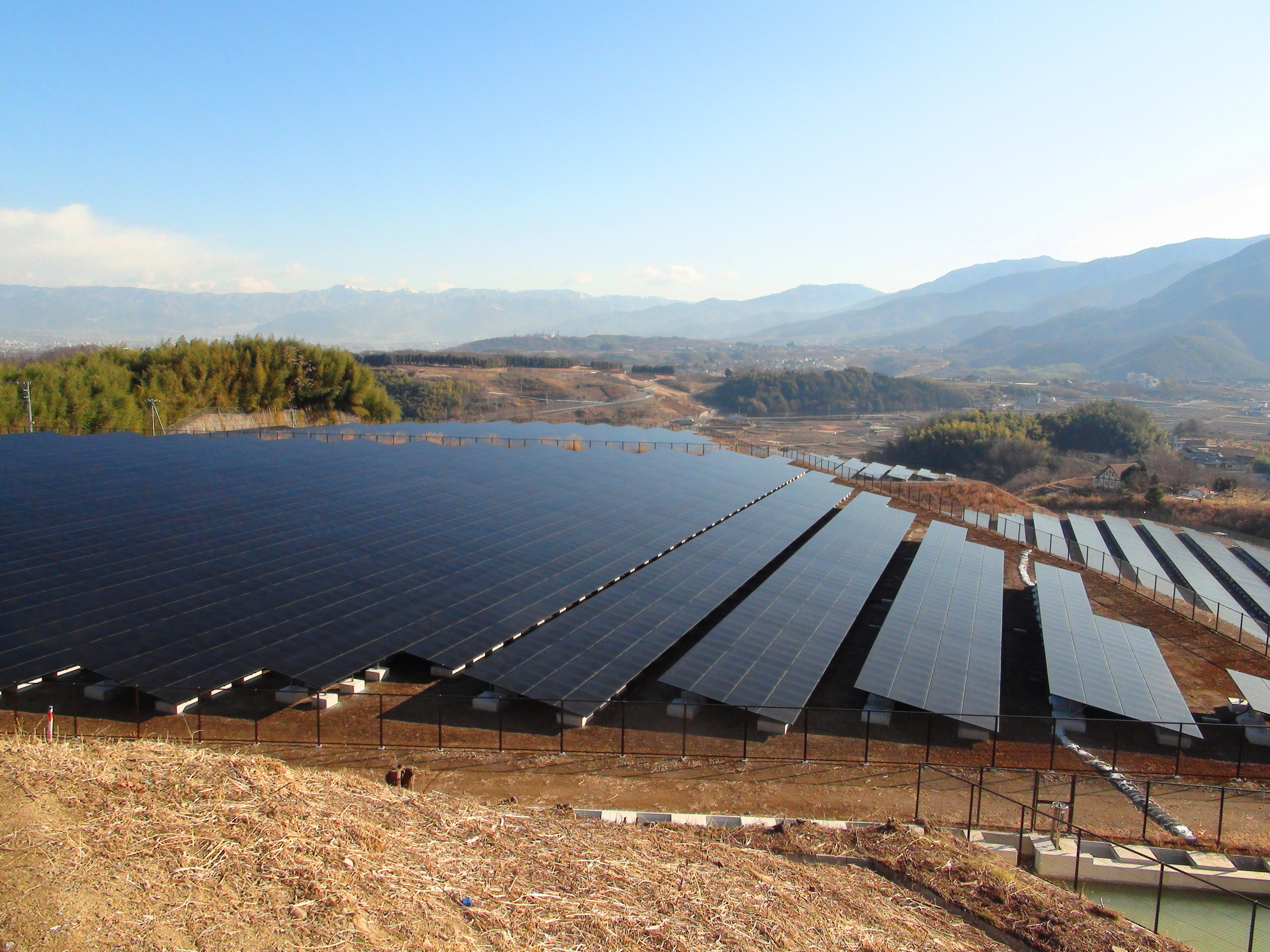
نیروگاه فتوولتائیک Komekurayama در کوفو ، ژاپن
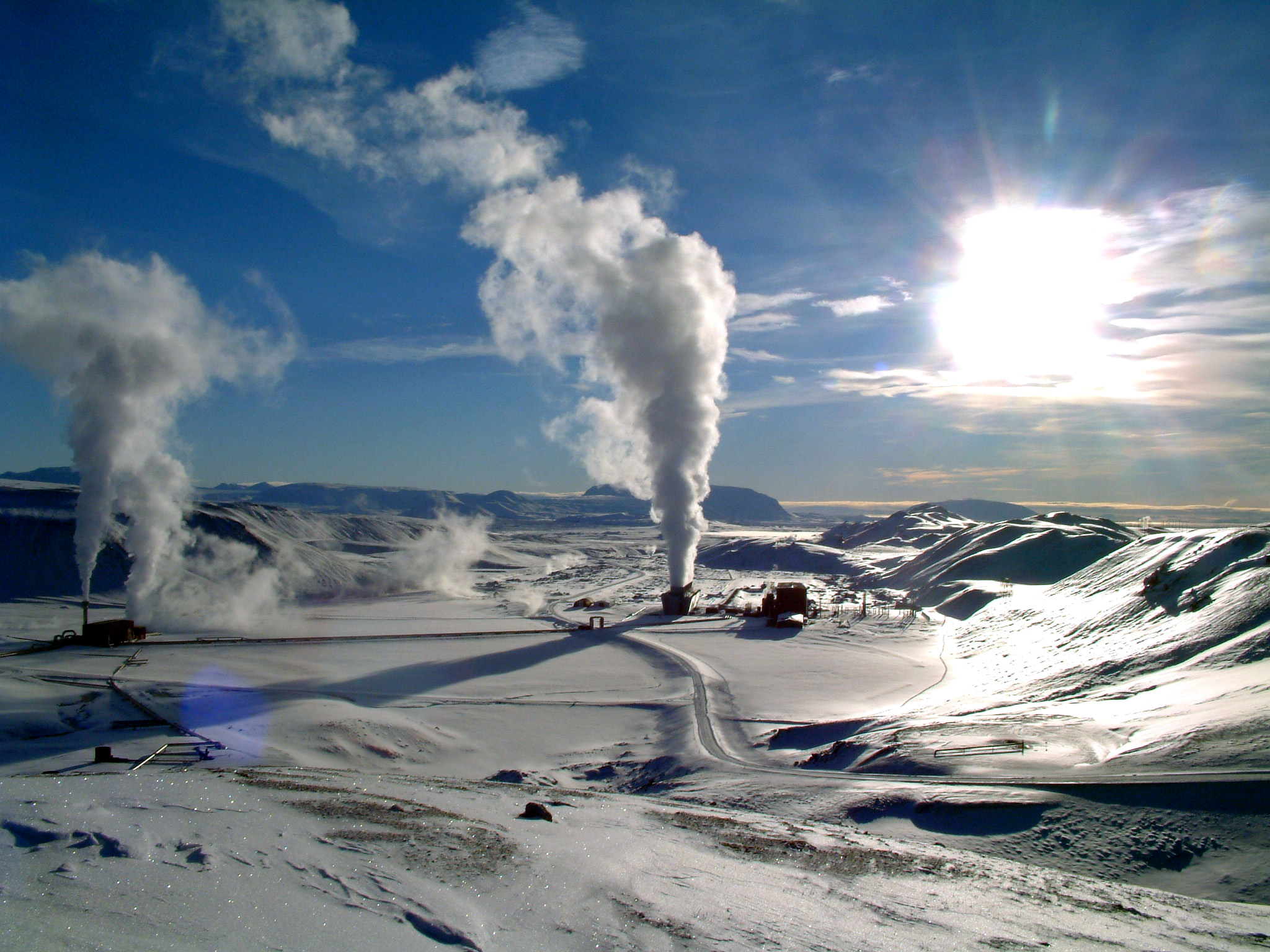
نیروگاه کرافلا ، یک نیروگاه زمین گرمایی در ایسلند.